# Oddset Hockey Games 2014
Oddset Hockey Games 2014 spelades under perioden 1 – 4 maj 2014 i Globen, Stockholm, Sverige. En match spelades i Hartwall Arena, Helsingfors, Finland. Oddset Hockey Games ingår i Euro Hockey Tour som brukar erkännas som ett inofficiellt Europamästerskap i ishockey. I turneringen deltar landslagen från Finland, Ryssland, Sverige och Tjeckien.
Finland vann turneringen före Tjeckien, med Sverige på tredjeplats.

## Tabell
| Lag      | S | V | ÖV | ÖF | F | GM | IM | MS | P |
| -------- | - | - | -- | -- | - | -- | -- | -- | - |
| Finland  | 3 | 1 | 2  | 0  | 0 | 7  | 4  | +3 | 7 |
| Tjeckien | 3 | 1 | 0  | 1  | 1 | 4  | 10 | −6 | 4 |
| Sverige  | 3 | 1 | 0  | 1  | 1 | 6  | 6  | 0  | 4 |
| Ryssland | 3 | 1 | 0  | 0  | 2 | 7  | 4  | +3 | 3 |

## Resultat
Alla tider som anges är lokala. UTC+1 för matcher i Sverige och UTC+2 för matchen i Finland.
| 1 maj 2014 16:00 | Finland | 2 − 1 1−0, 1−0, 0−1 | Ryssland | Hartwall Arena, Helsingfors |

|  |  | Matchsummering |  | Åskådare: 11 675 |  |
|  |  |                |  |                  |  |

| 1 maj 2014 16:00 | Tjeckien | 3 − 2 1−1, 1−1, 1−0 | Sverige | Globen, Stockholm |

|  |  | Matchsummering |  | Åskådare: 5 475 |  |
|  |  |                |  |                 |  |

| 3 maj 2014 12:30 | Sverige | 2 − 3 (str.) 0−1, 1−1, 1−0, 0−0, 0−1 | Finland | Globen, Stockholm |

|  |  | Matchsummering |  | Åskådare: 8 379 |  |
|  |  |                |  |                 |  |

| 3 maj 2014 16:00 | Ryssland | 6 − 0 4−0, 1−0, 1−0 | Tjeckien | Globen, Stockholm |

|  |  | Matchsummering |  | Åskådare: 2 358 |  |
|  |  |                |  |                 |  |

| 4 maj 2014 12:30 | Finland | 2 − 1 (str.) 1−0, 0−1, 0−0, 0−0, 1−0 | Tjeckien | Globen, Stockholm |

|  |  | Matchsummering |  | Åskådare: 913 |  |
|  |  |                |  |               |  |

| 4 maj 2014 16:00 | Sverige | 2 − 0 1−0, 0−0, 1−0 | Ryssland | Globen, Stockholm |

|  |  | Matchsummering |  | Åskådare: 6 677 |  |
|  |  |                |  |                 |  |

## Utmärkelser

### Bästa spelare
Turneringens arrangörer röstade fram följande spelare:
- Bäste målvakt:  Pekka Rinne
- Bäste försvarsspelare:  Juuso Hietanen
- Bäste anfallsspelare:  Oscar Möller
- MVP:  Pekka Rinne

### Medias all star-lag
- Målvakt:  Pekka Rinne
- Back:  Juuso Hietanen
- Back:  Anton Belov
- Vänsterforward:  Viktor Tichonov
- Center:  Oscar Möller
- Högerforward:  Petri Kontiola

## Bilder från matchen Sverige-Ryssland (2-0)

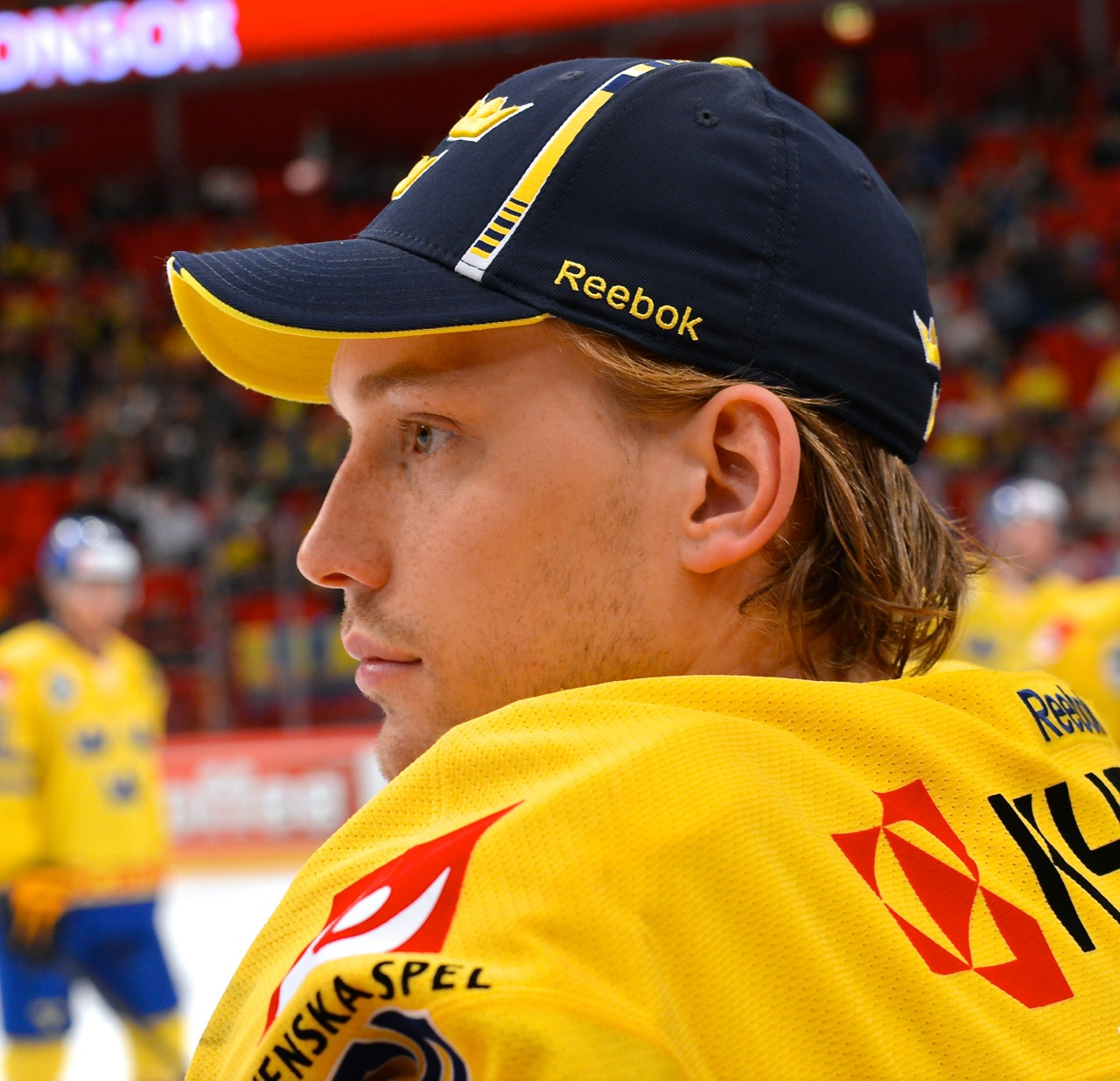
Anders Nilsson
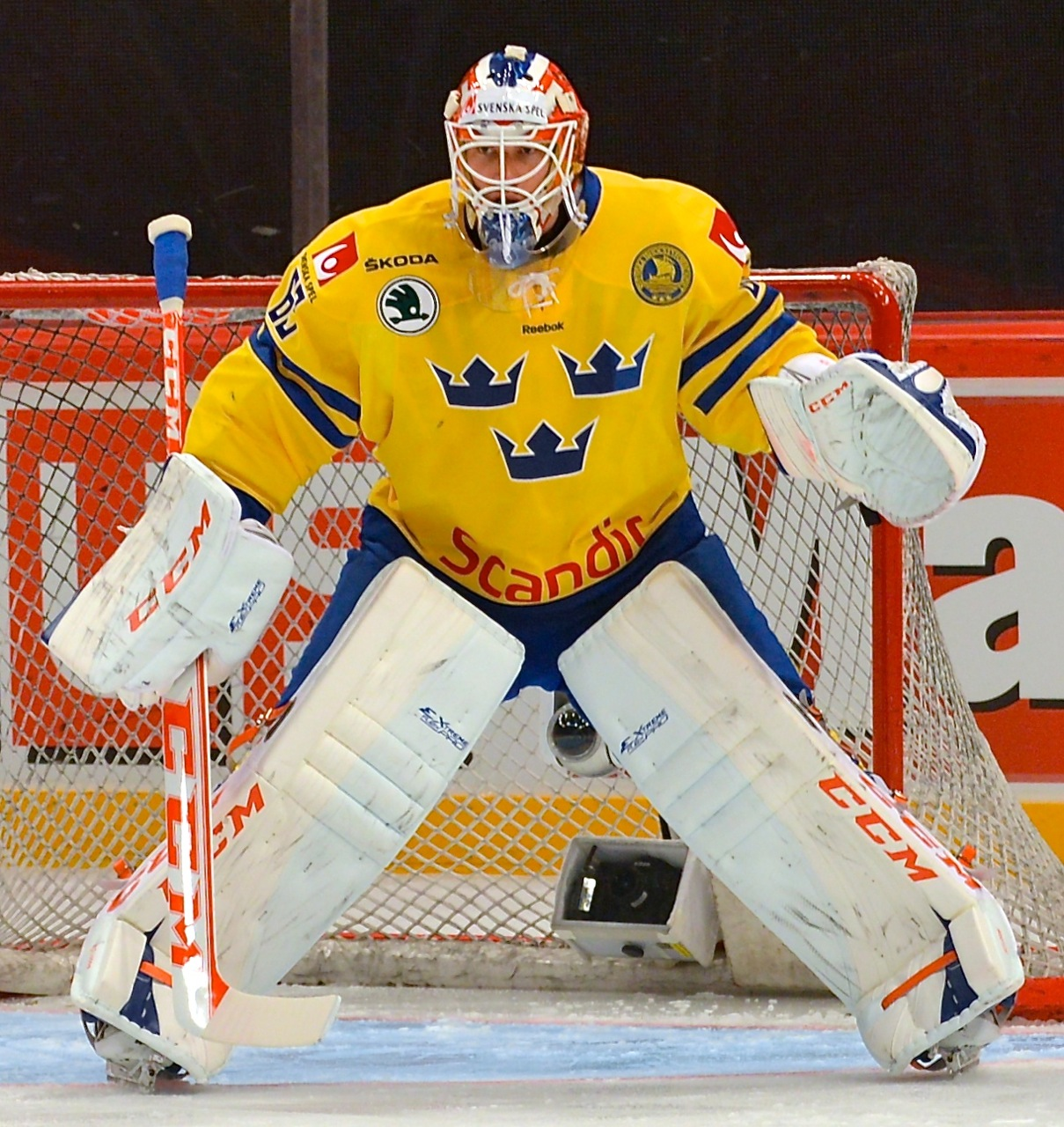
Anders Nilsson
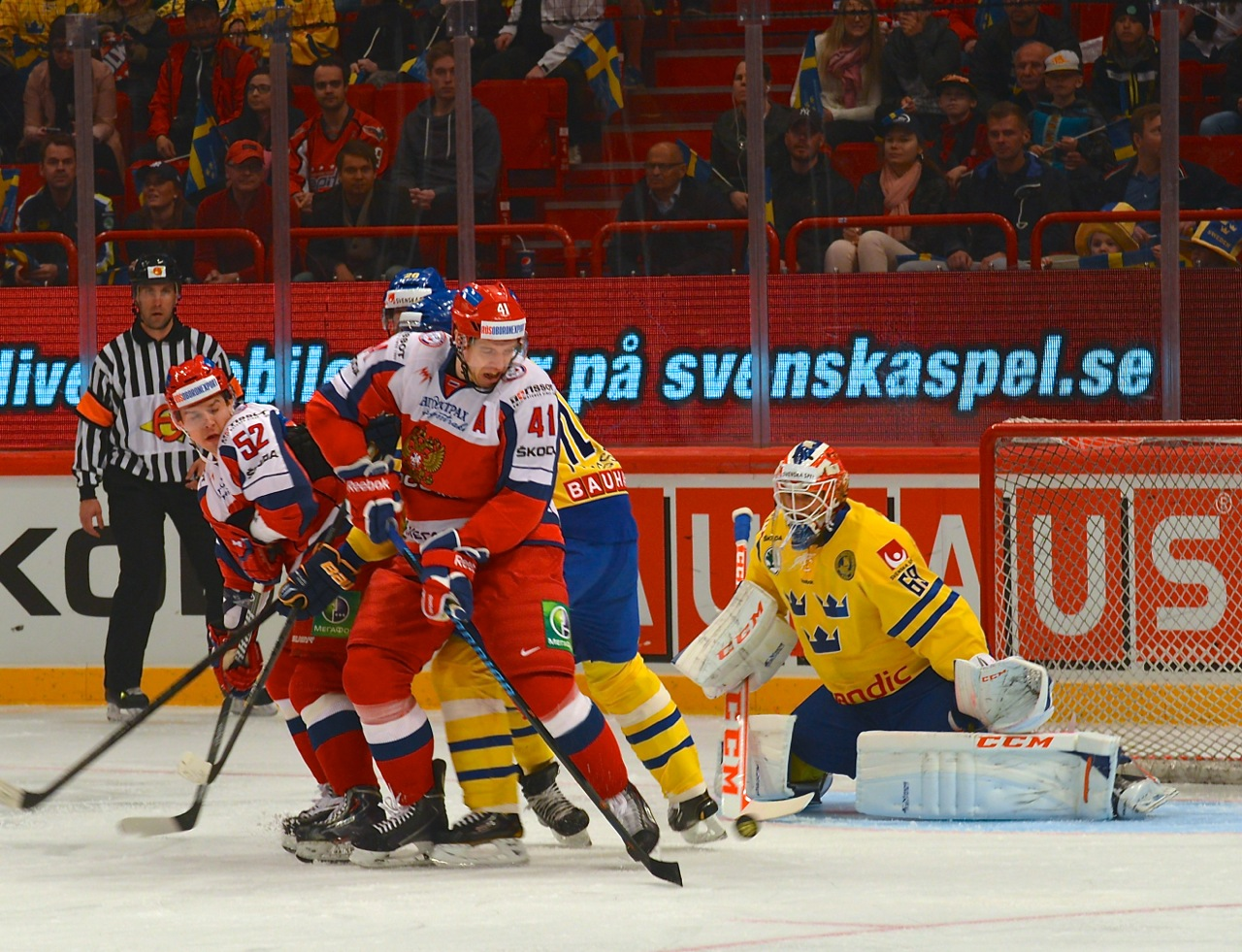
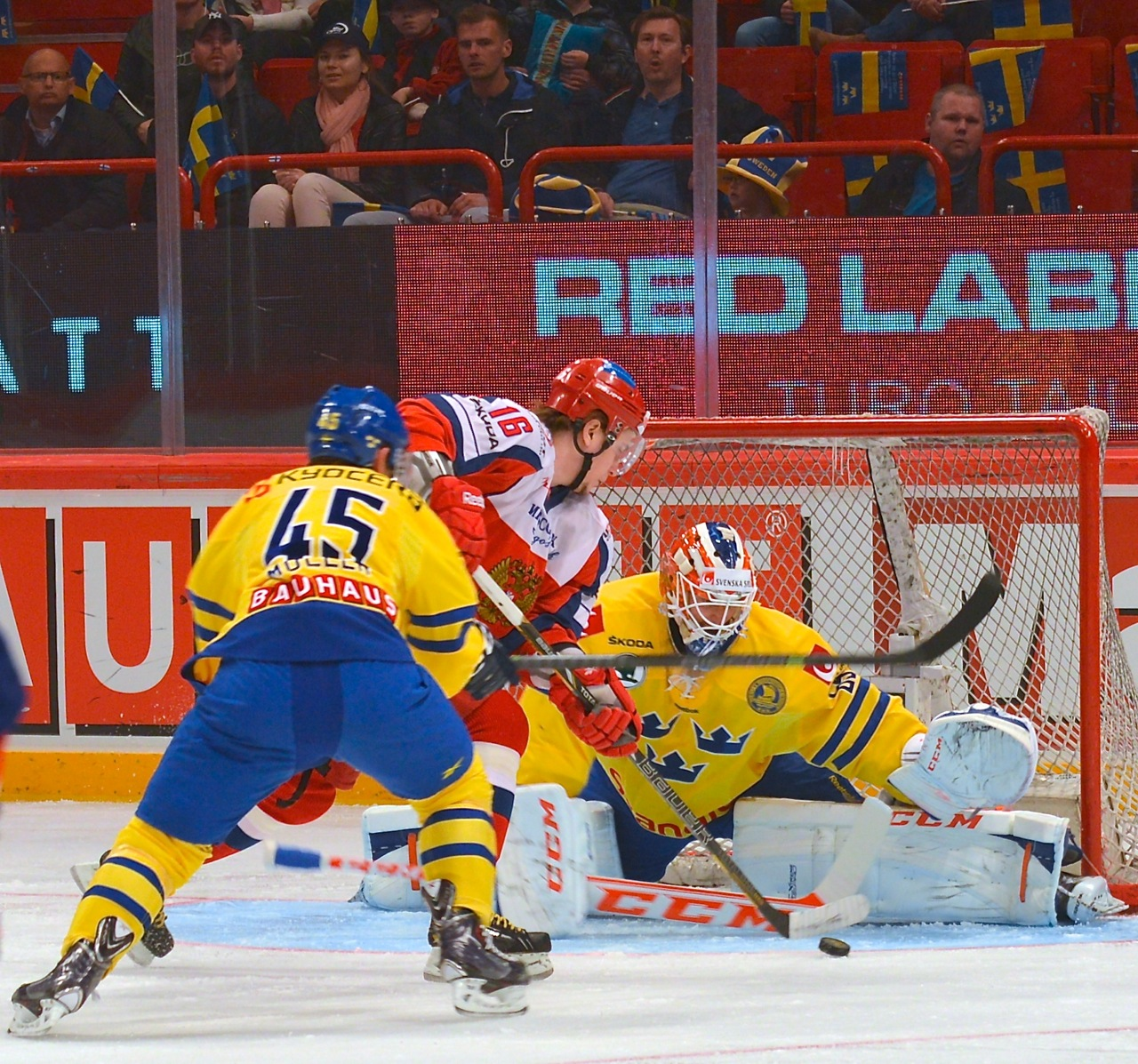
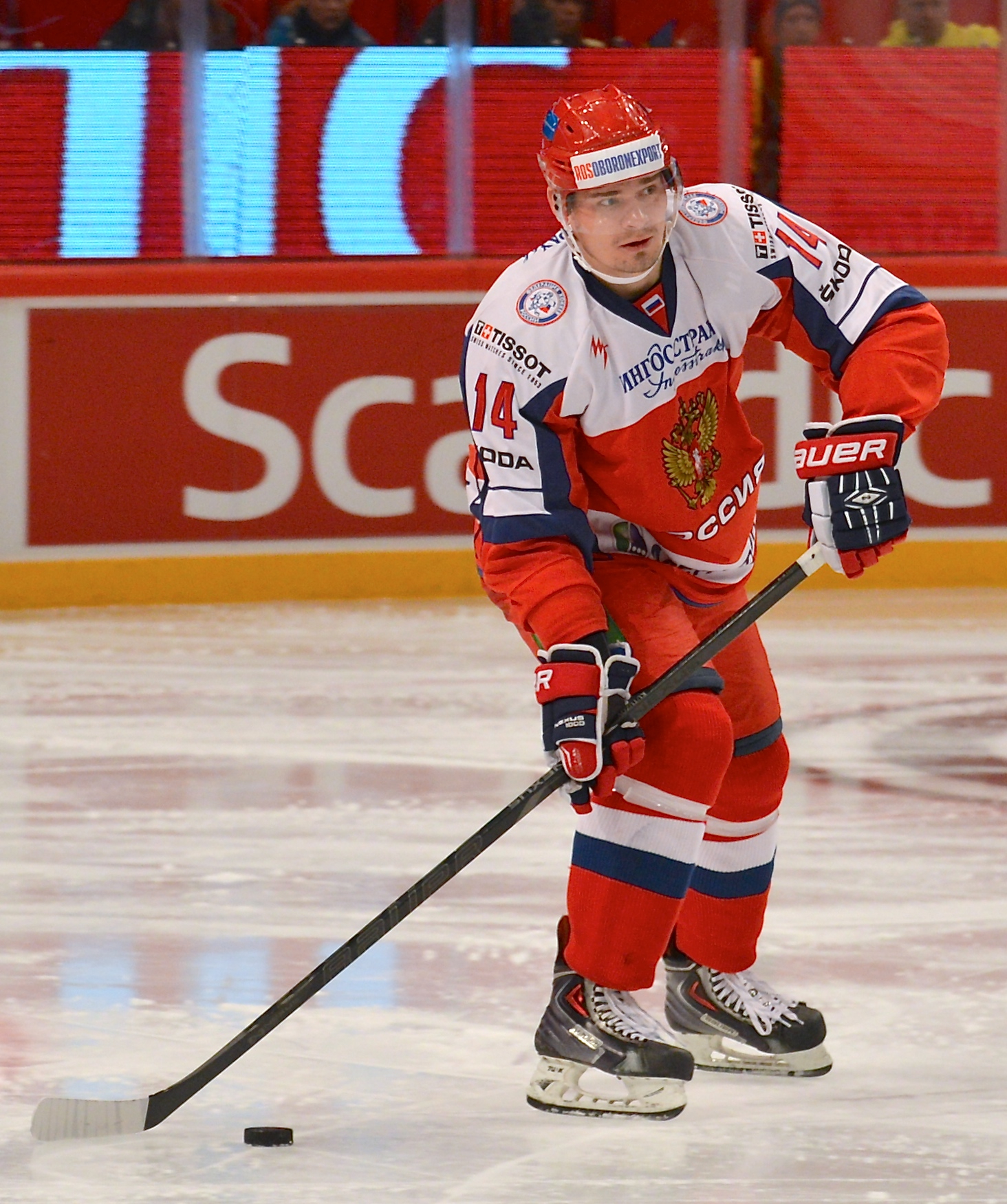
Aleksandr Kutuzov
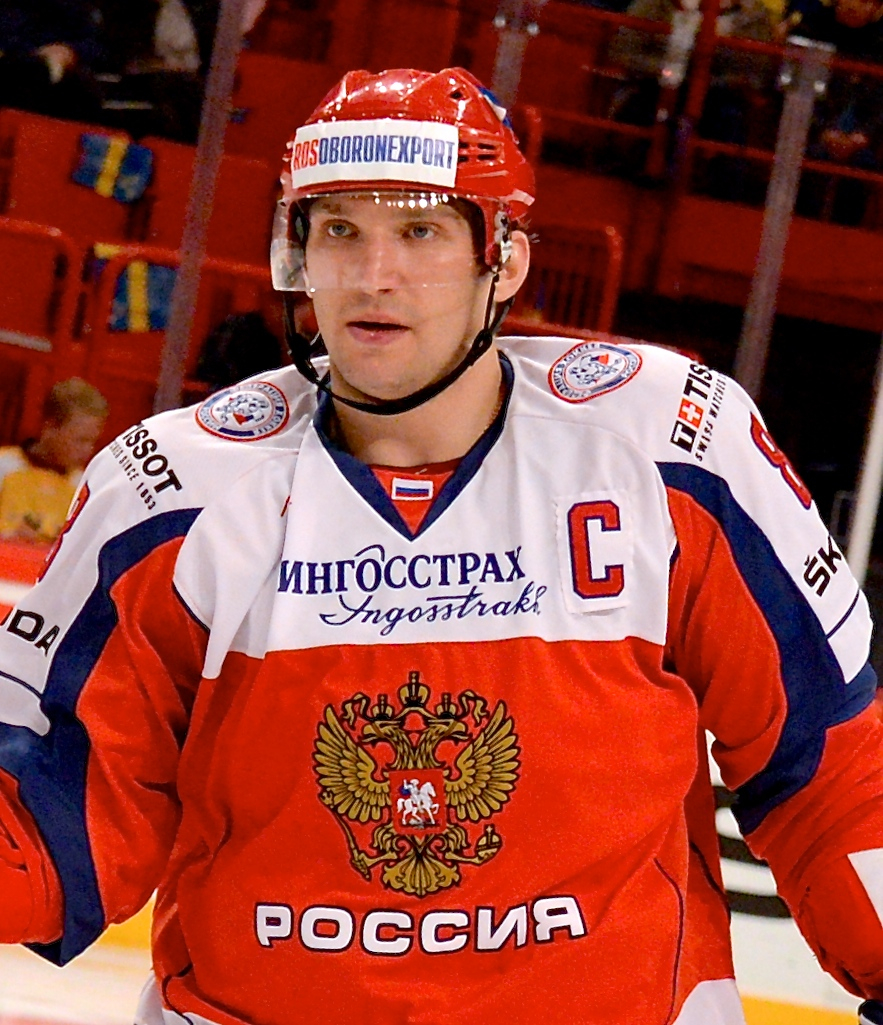
Aleksandr Ovetjkin
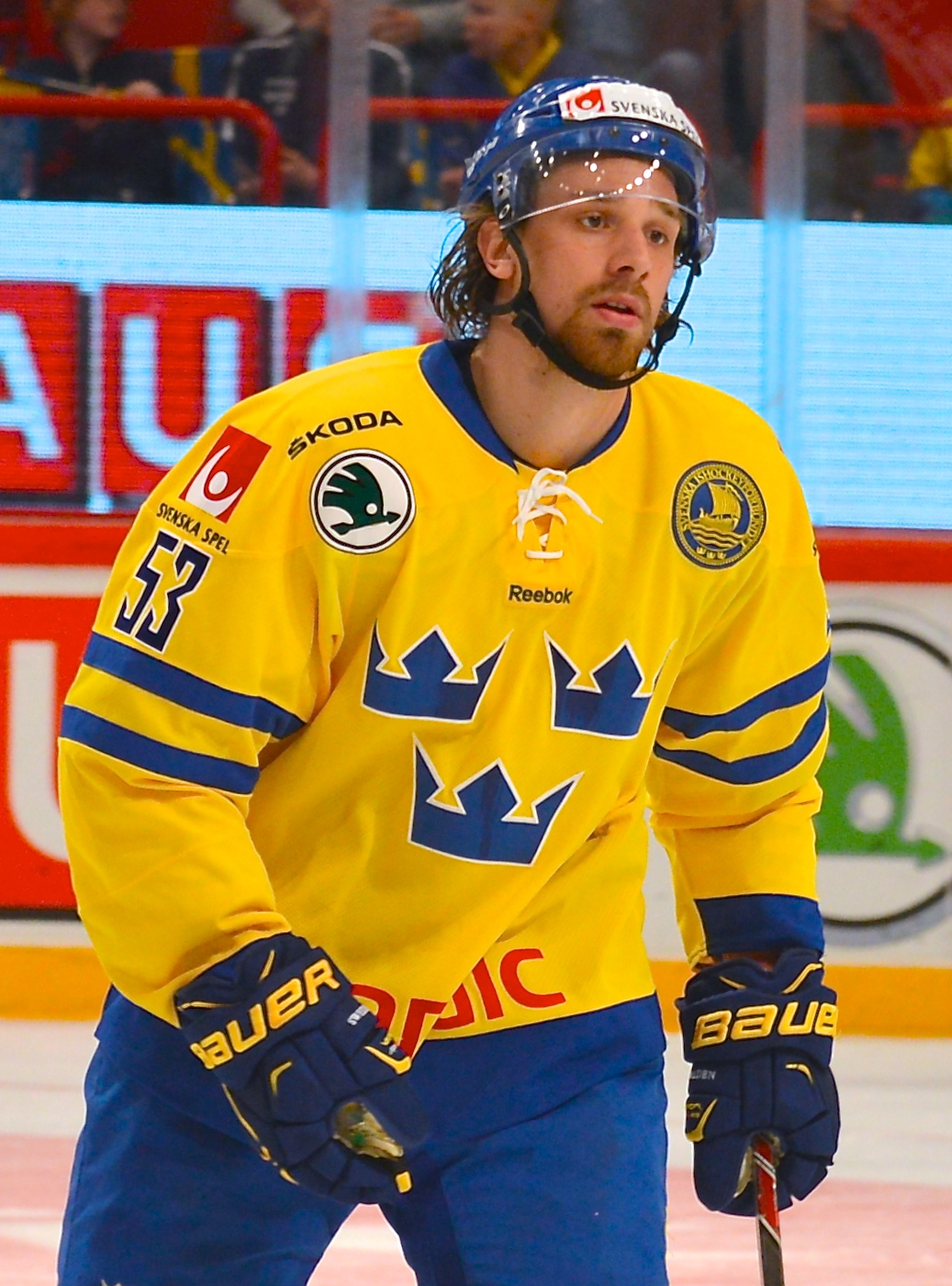
Andreas Thuresson
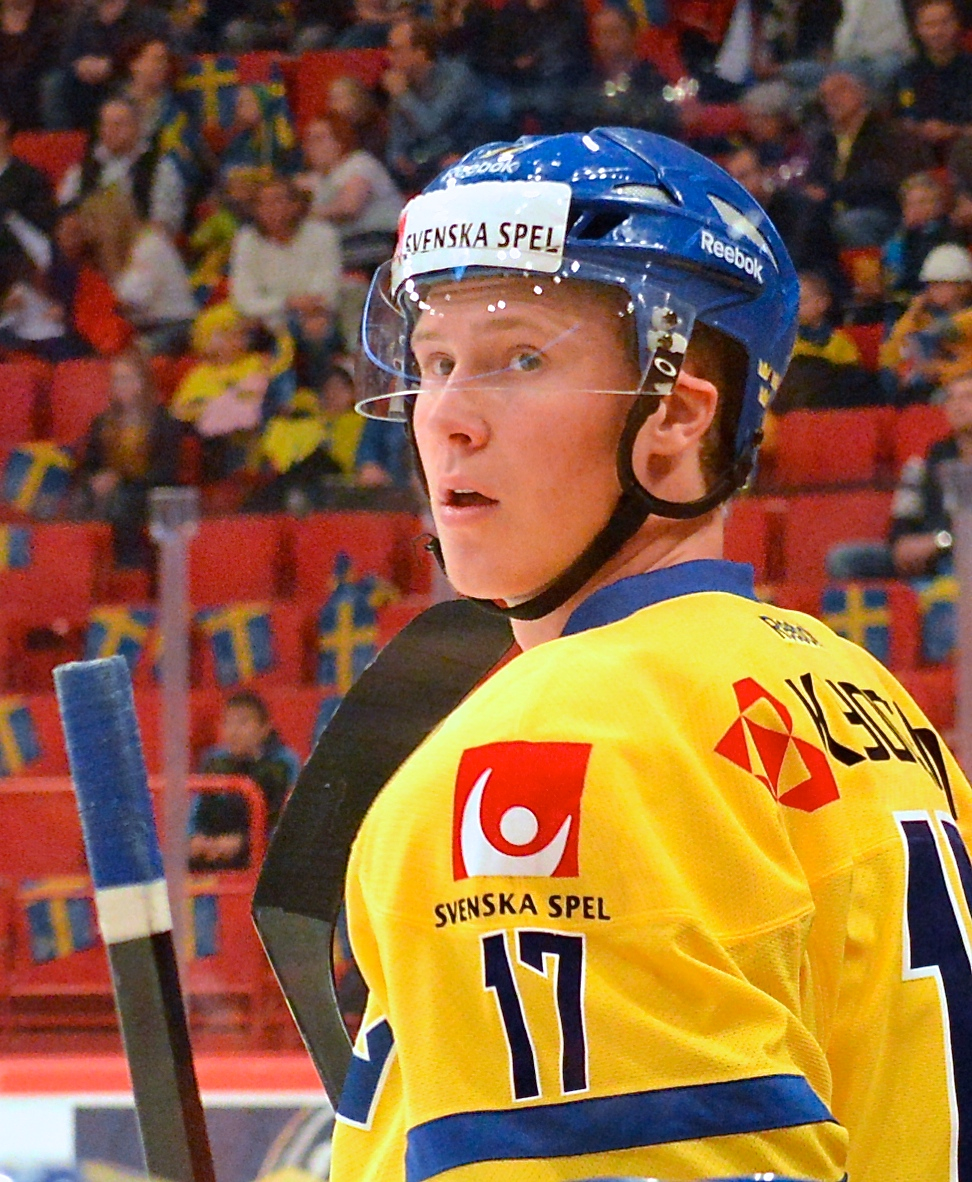
Dennis Rasmussen
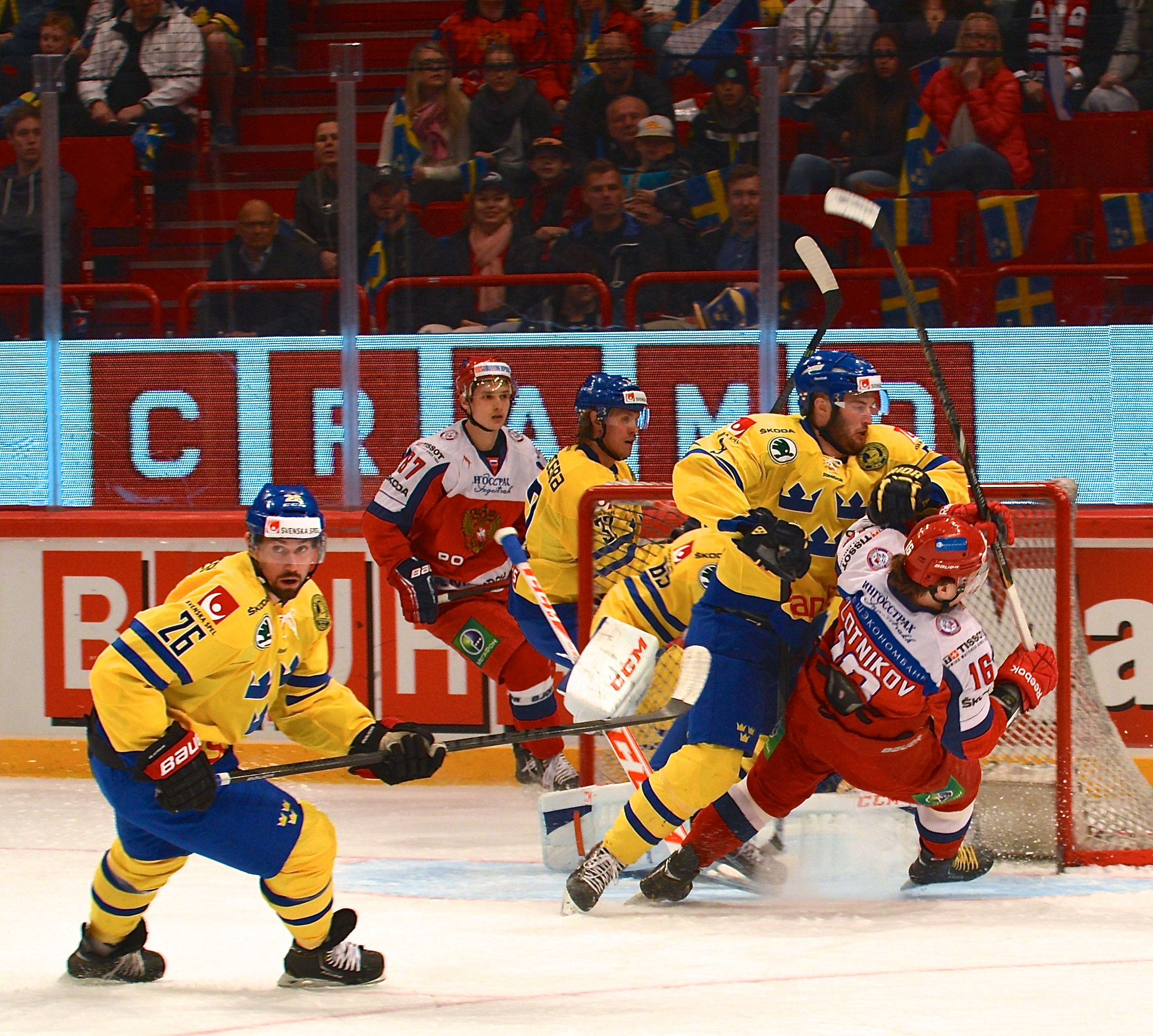
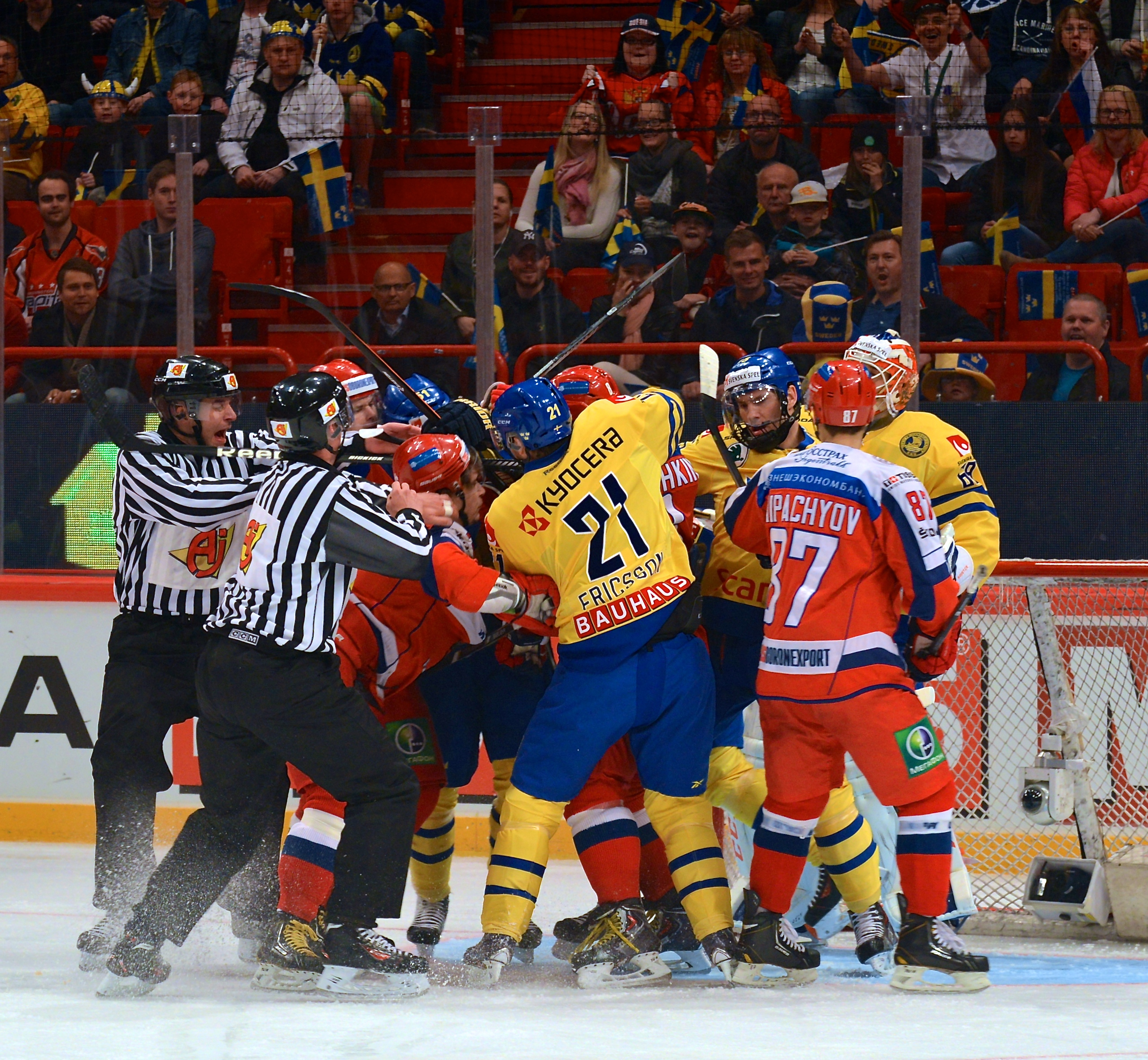
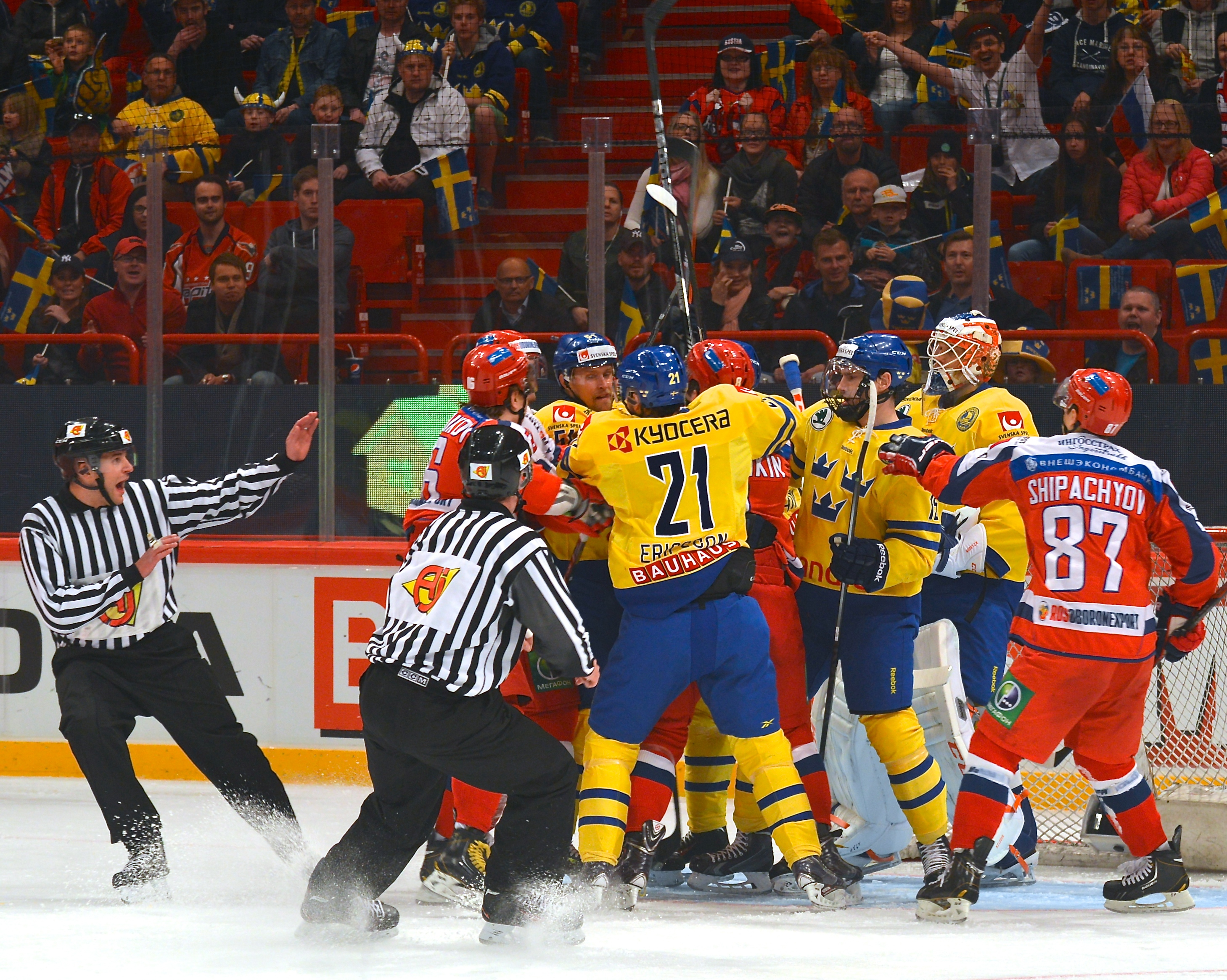
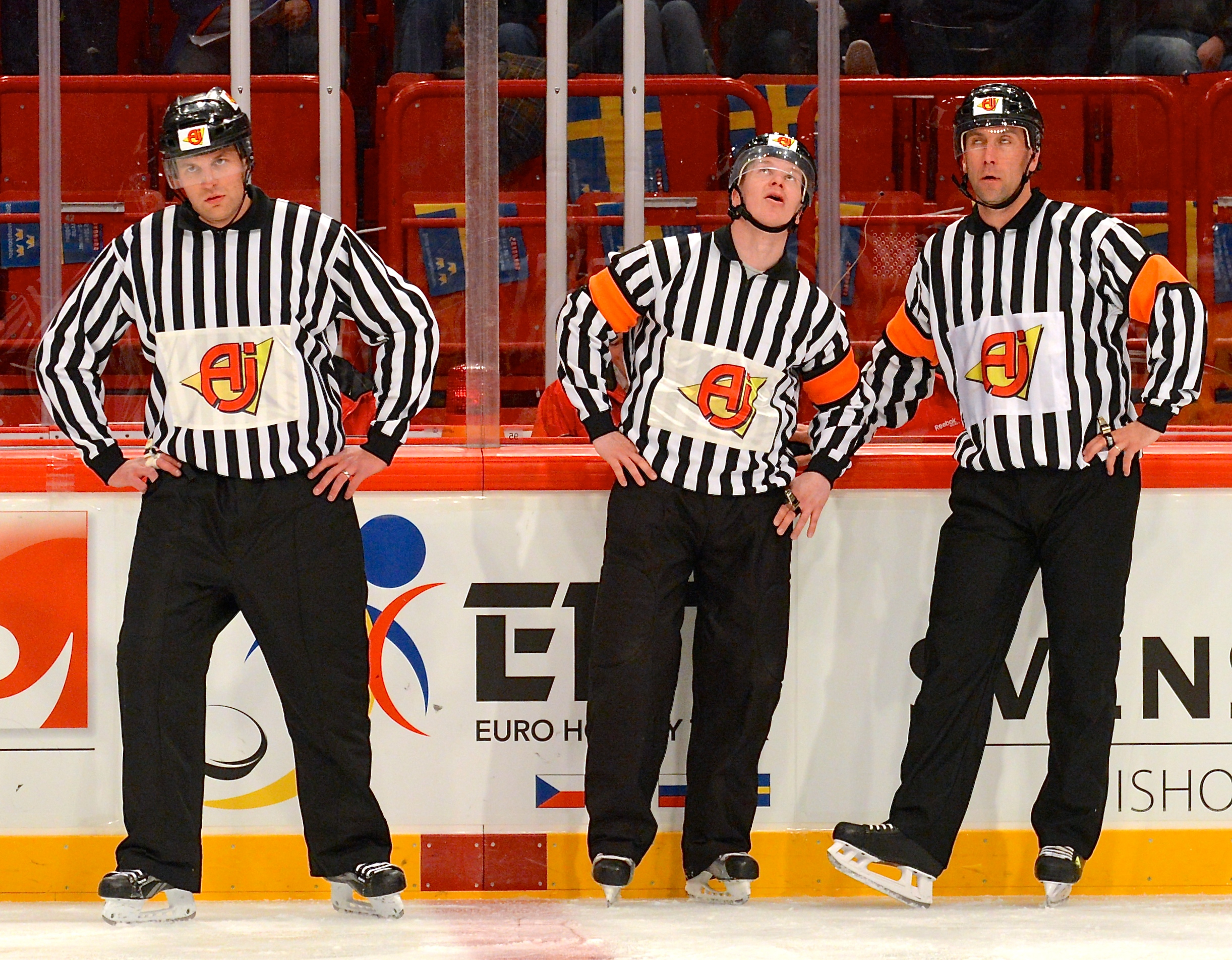
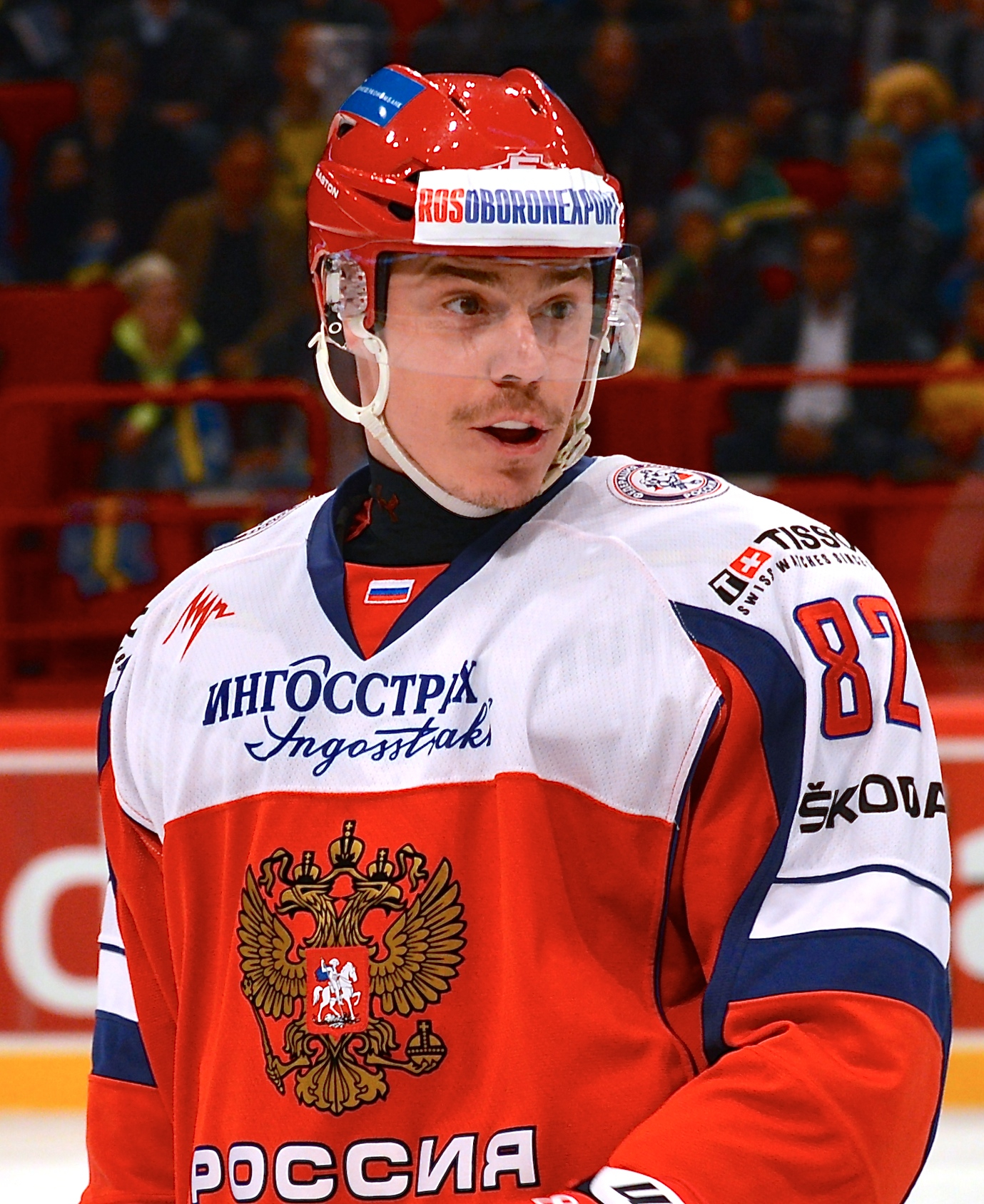
Jevgenij Medvedev
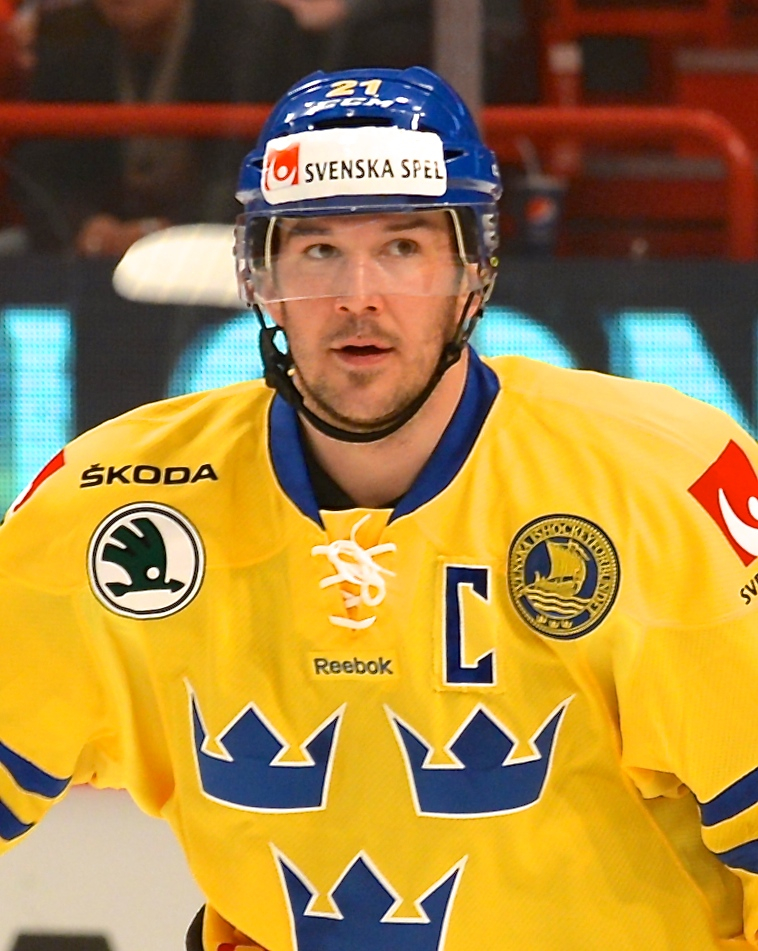
Jimmie Ericsson
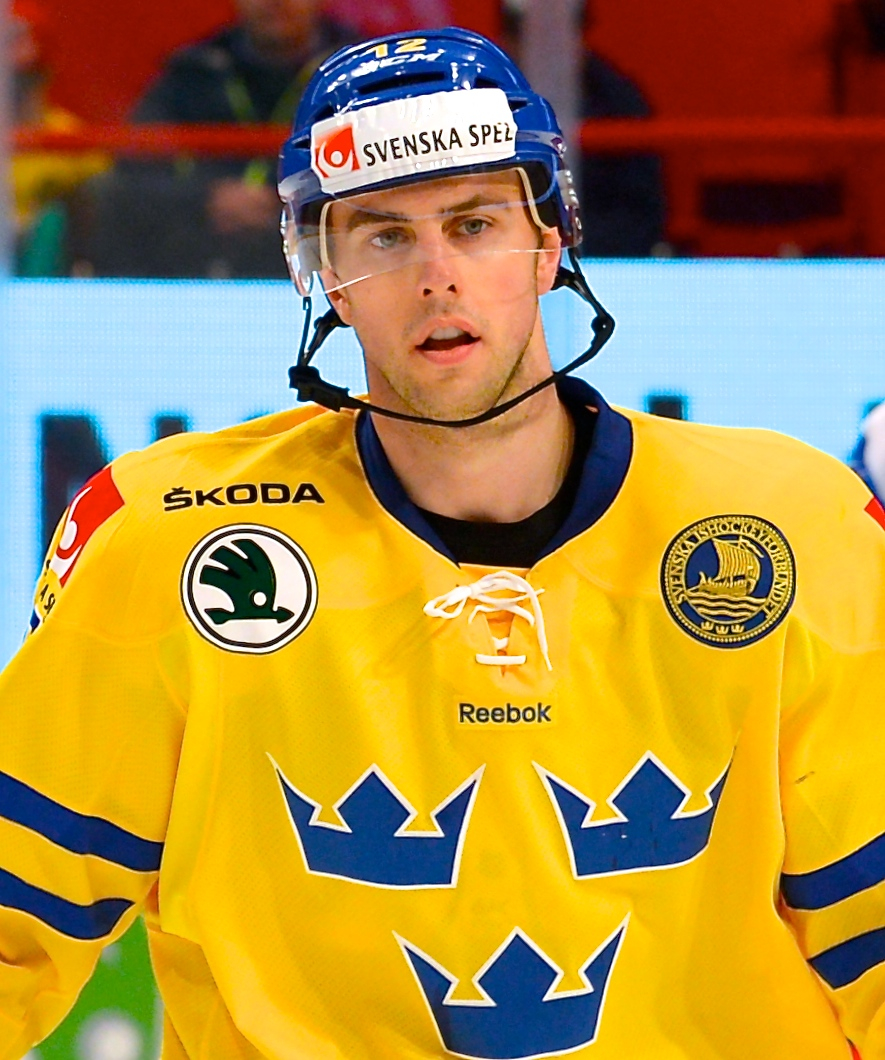
Joakim Lindström
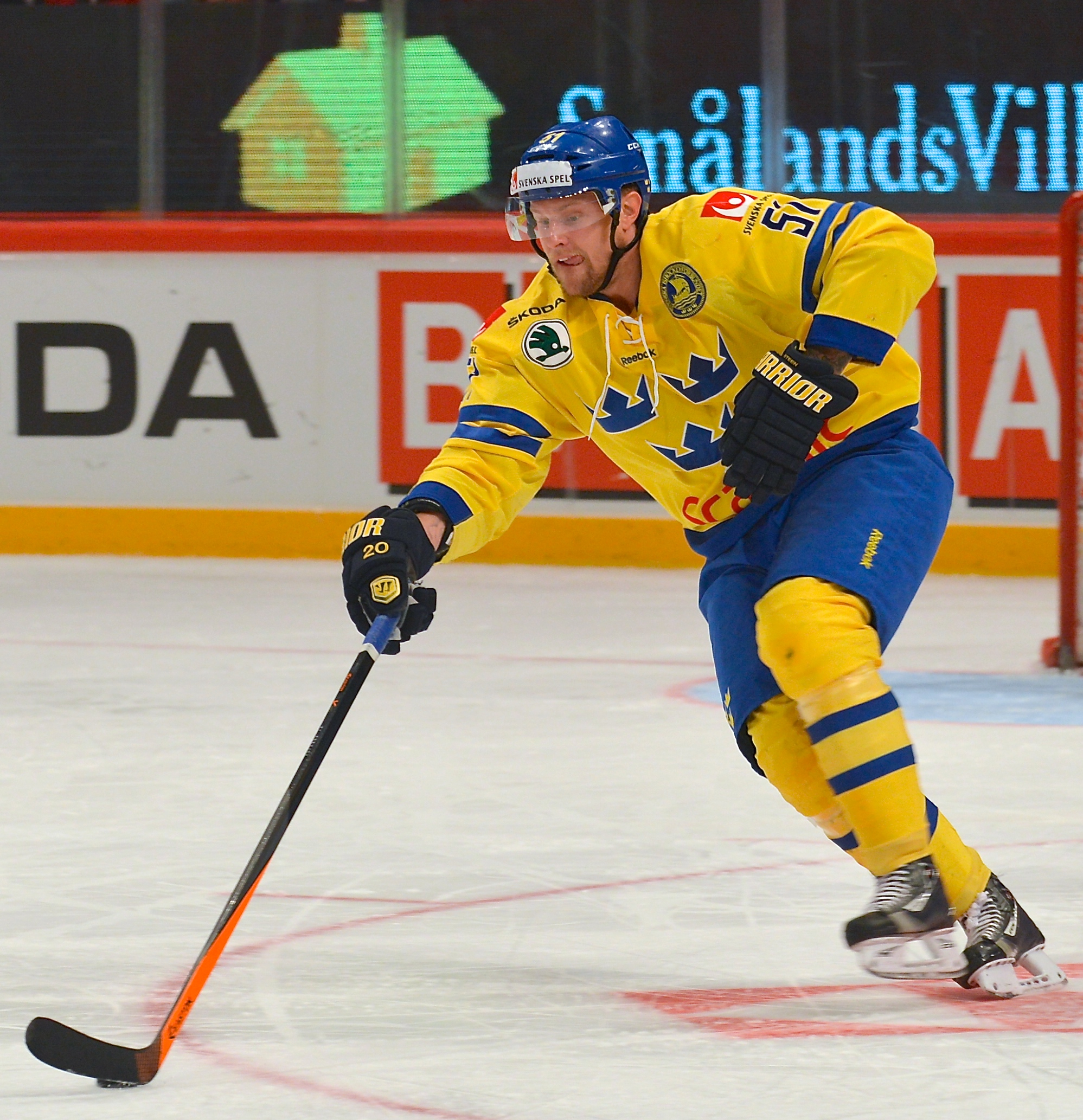
Jonas Ahnelöv
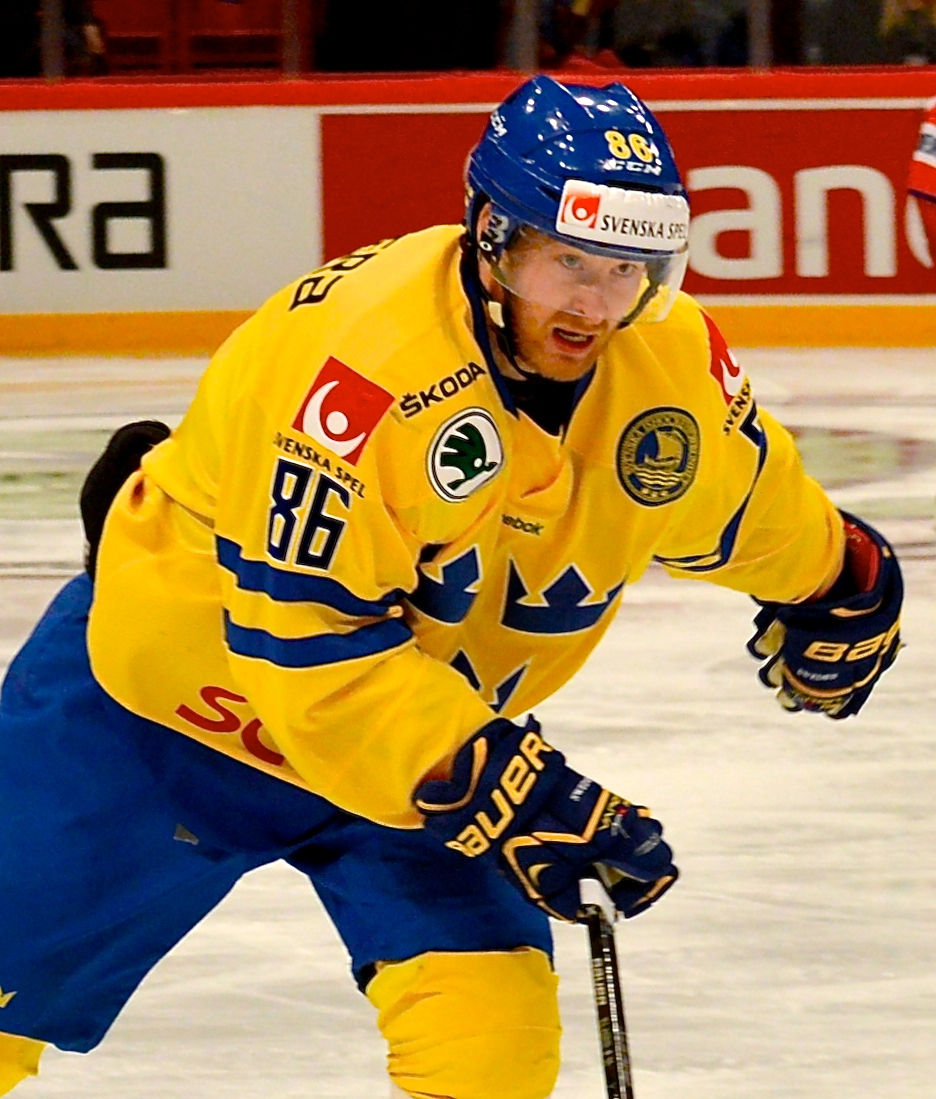
Linus Klasen
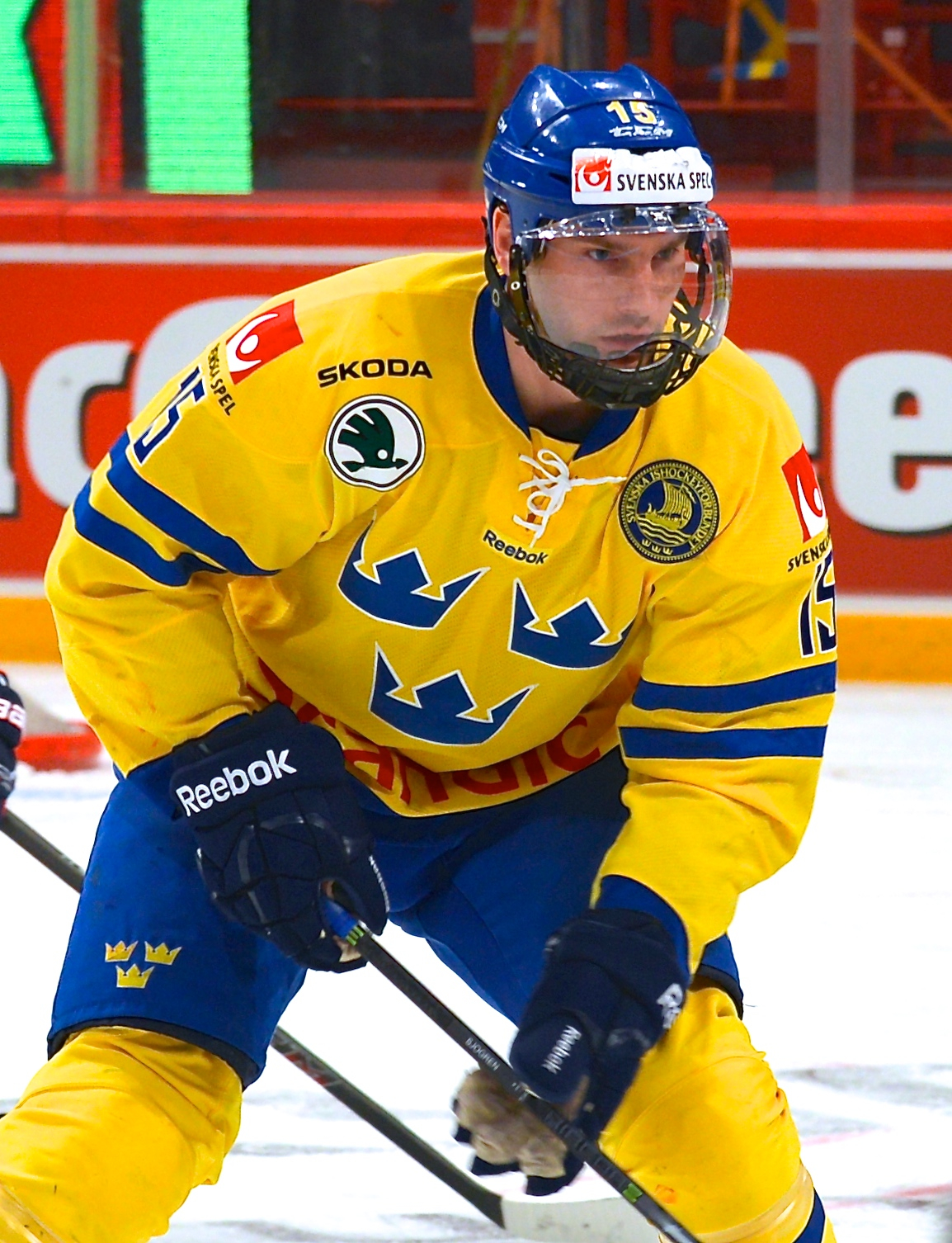
Mattias Sjögren
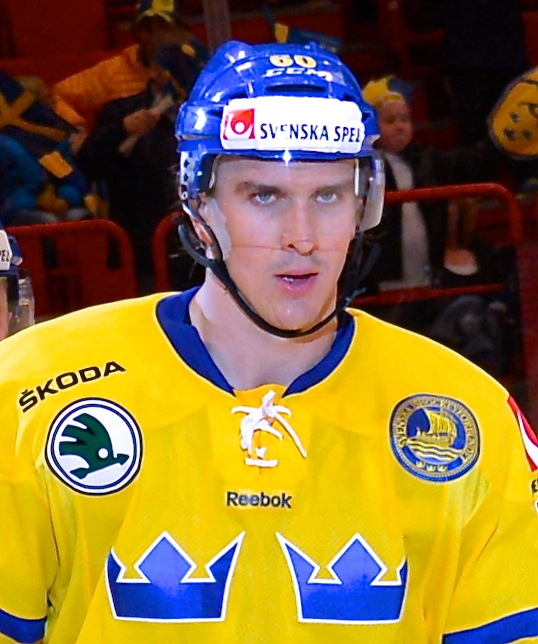
Mikael Backlund
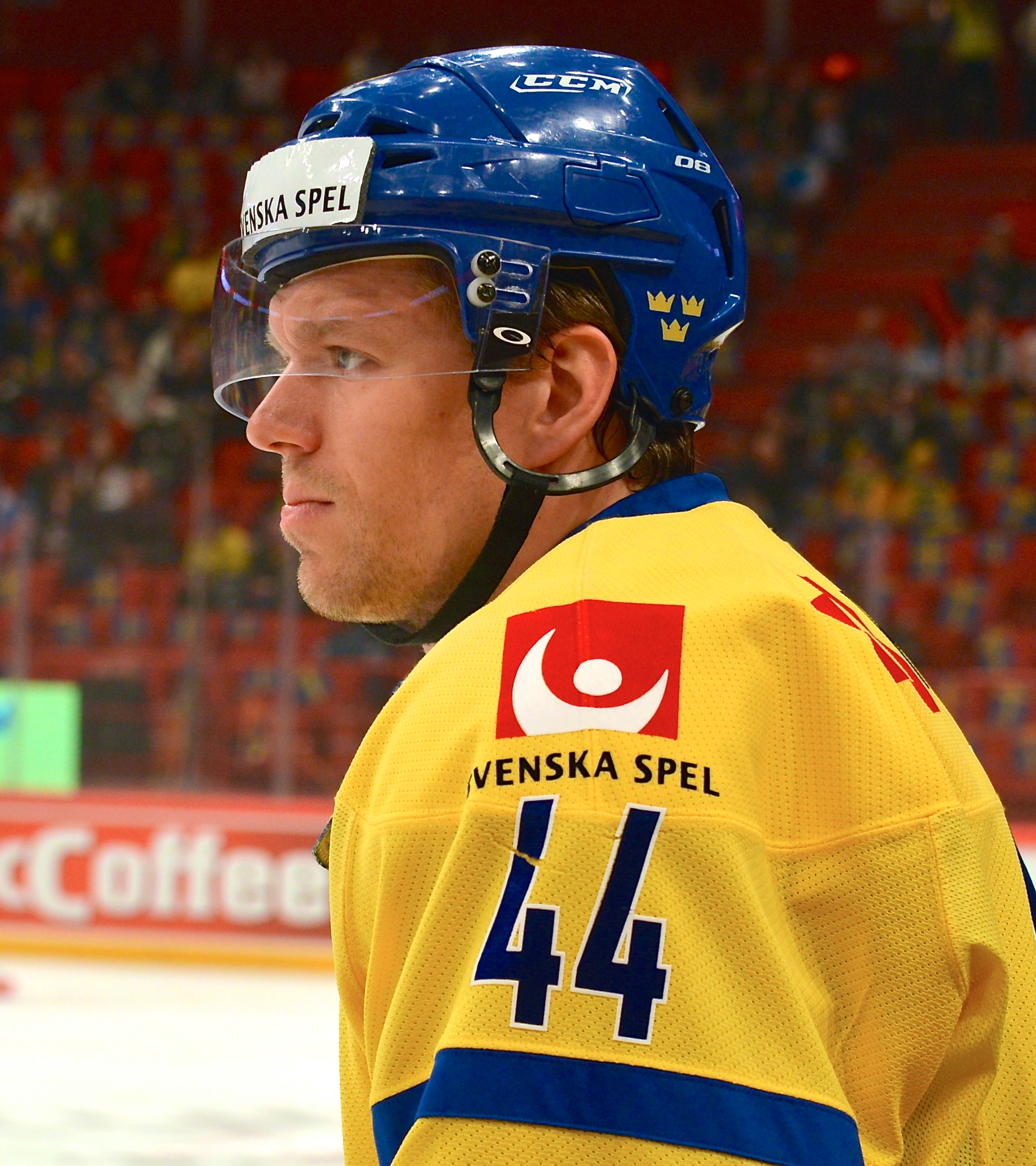
Nicklas Danielsson
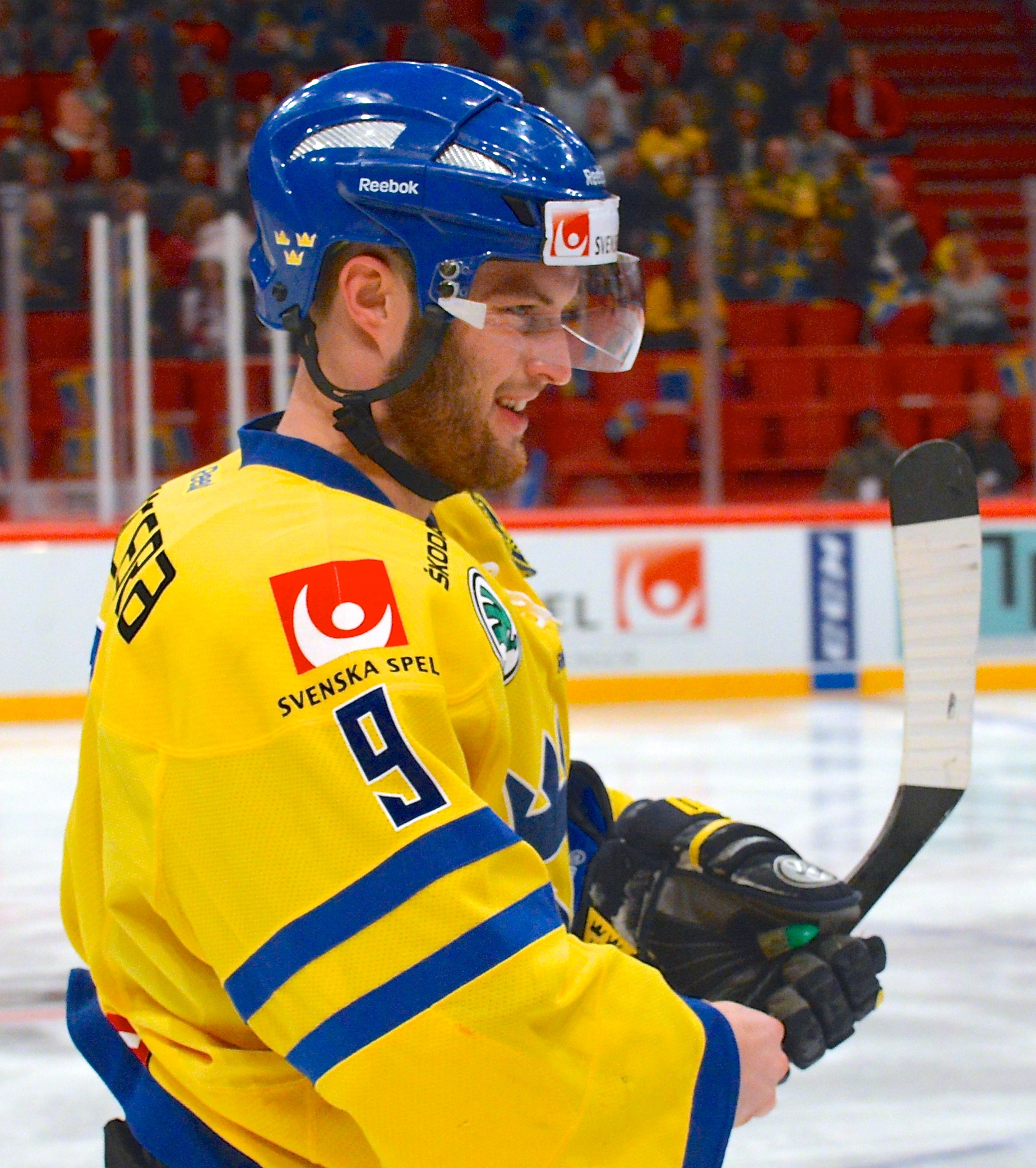
Niclas Andersén
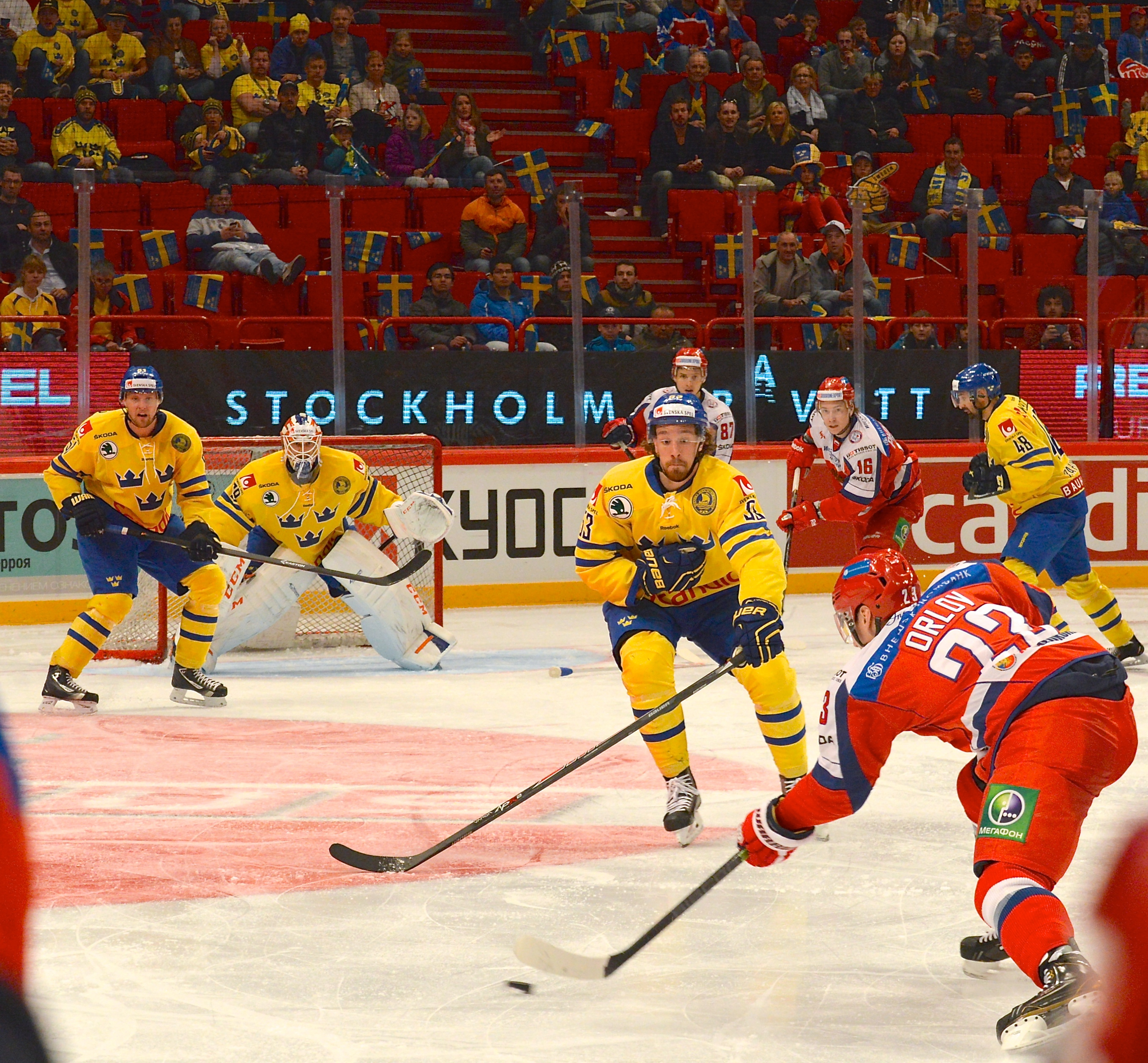
Jonas Ahnelöv, Anders Nilsson, Andreas Thuresson och Daniel Rahimi
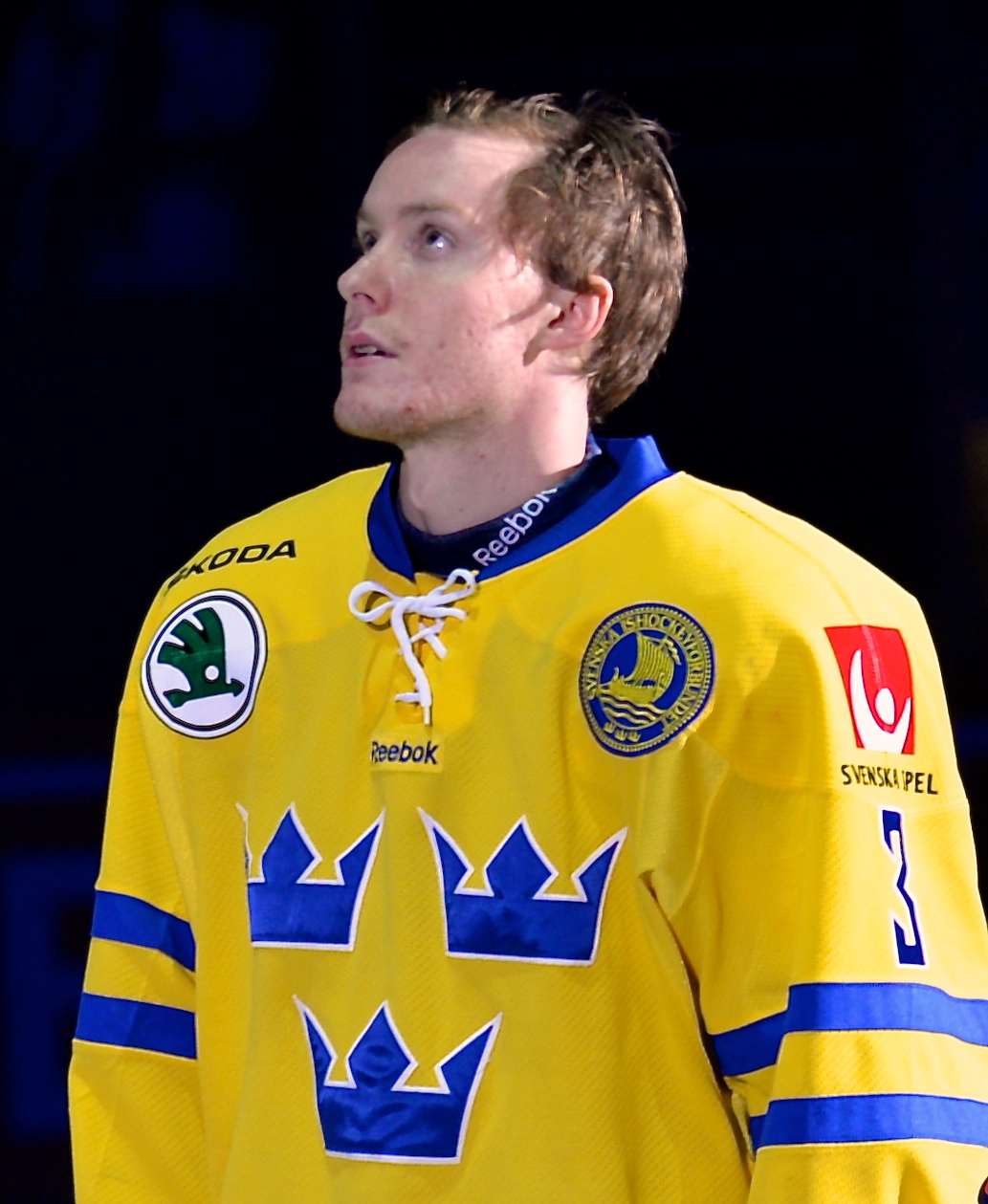
Niclas Burström
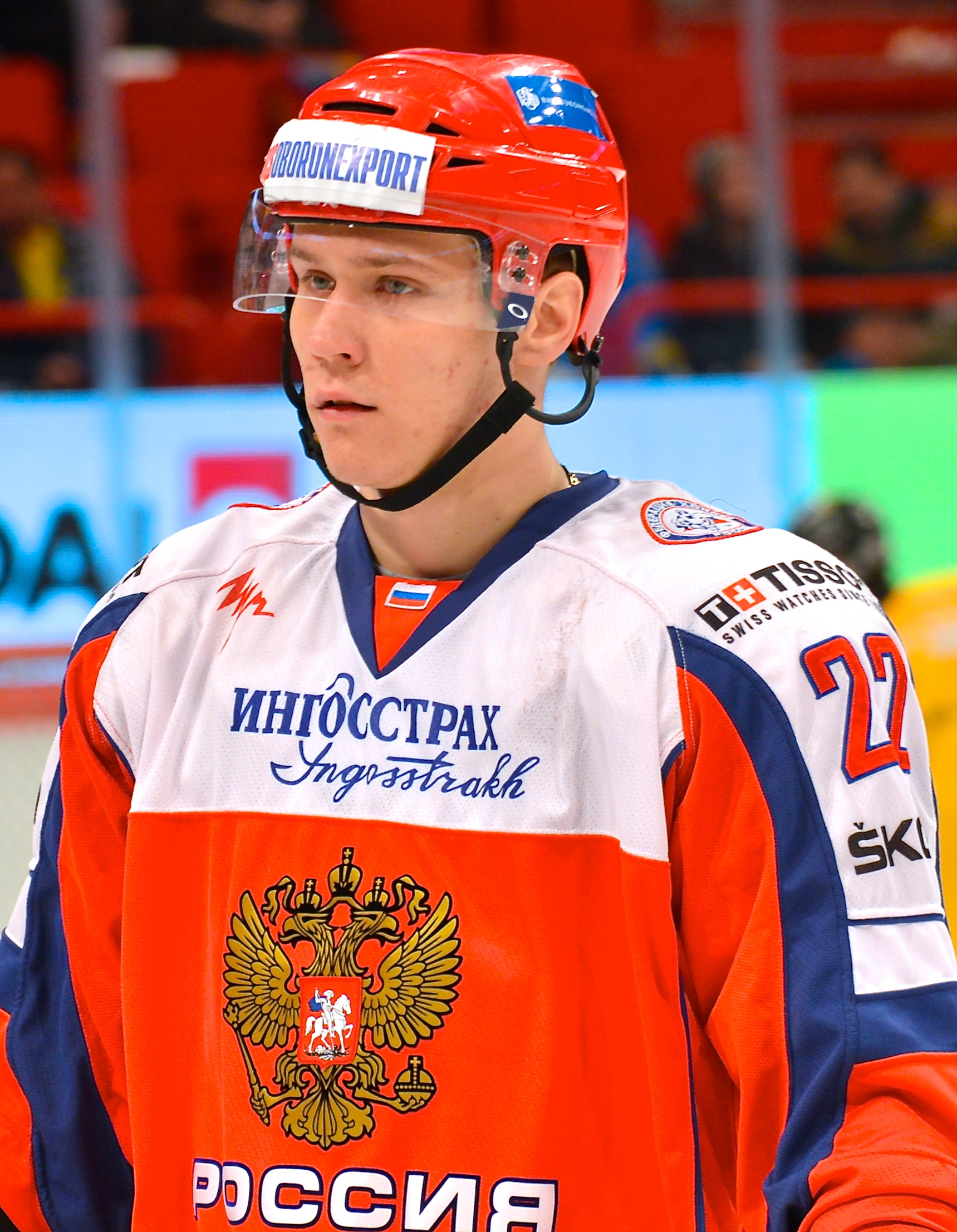
Nikita Zajtsev
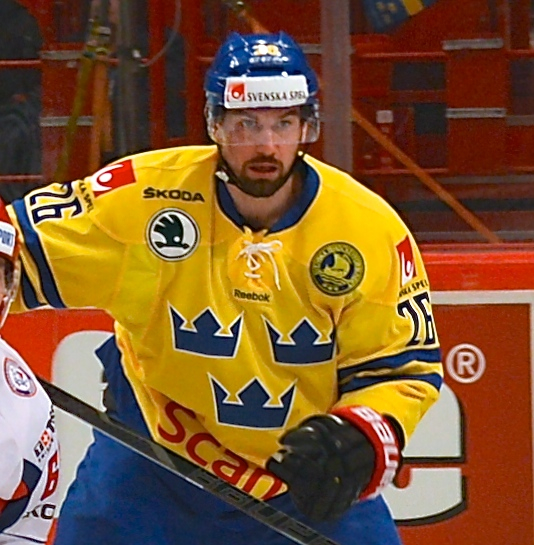
Niklas Olausson
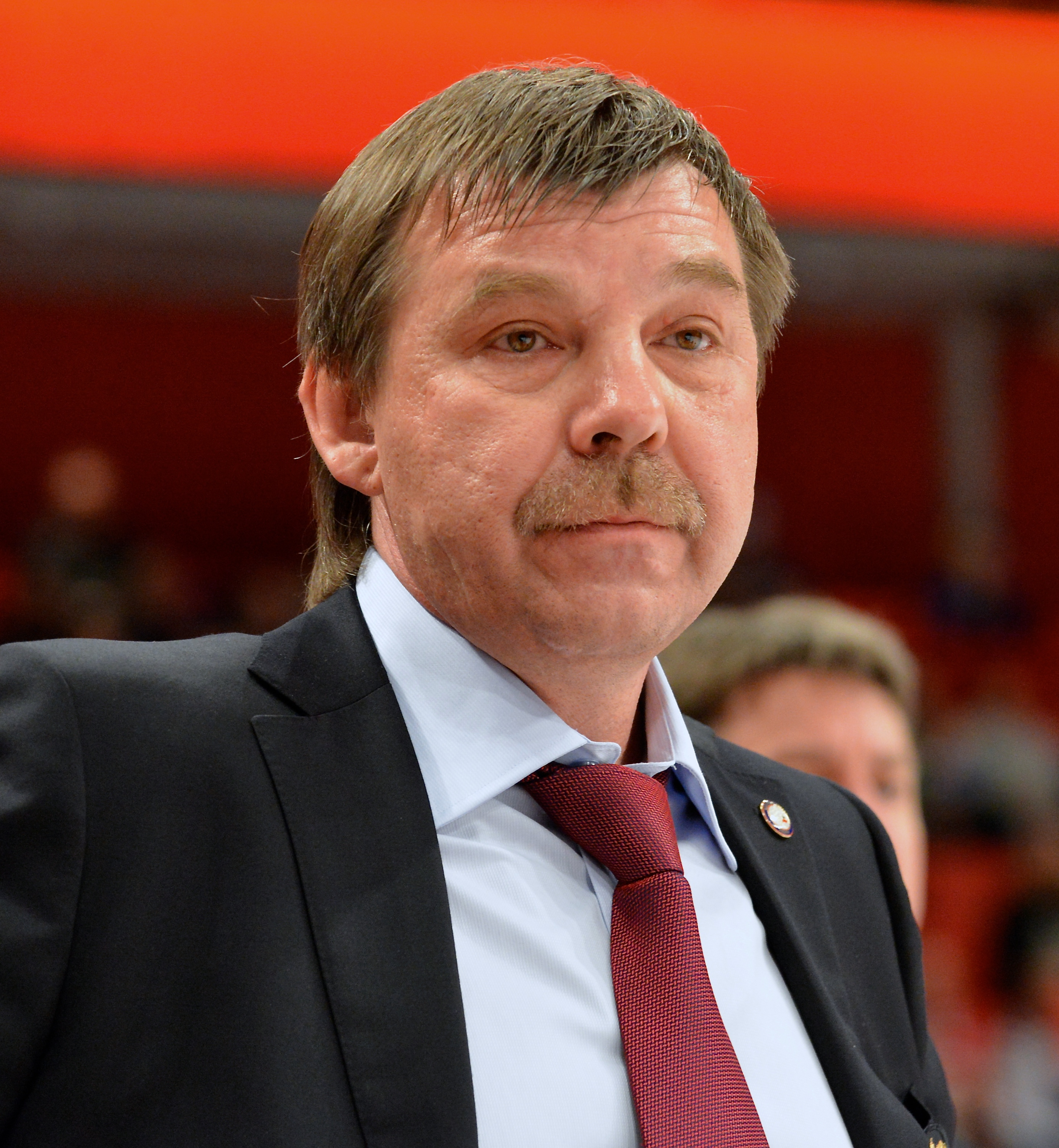
Oleg Znarok
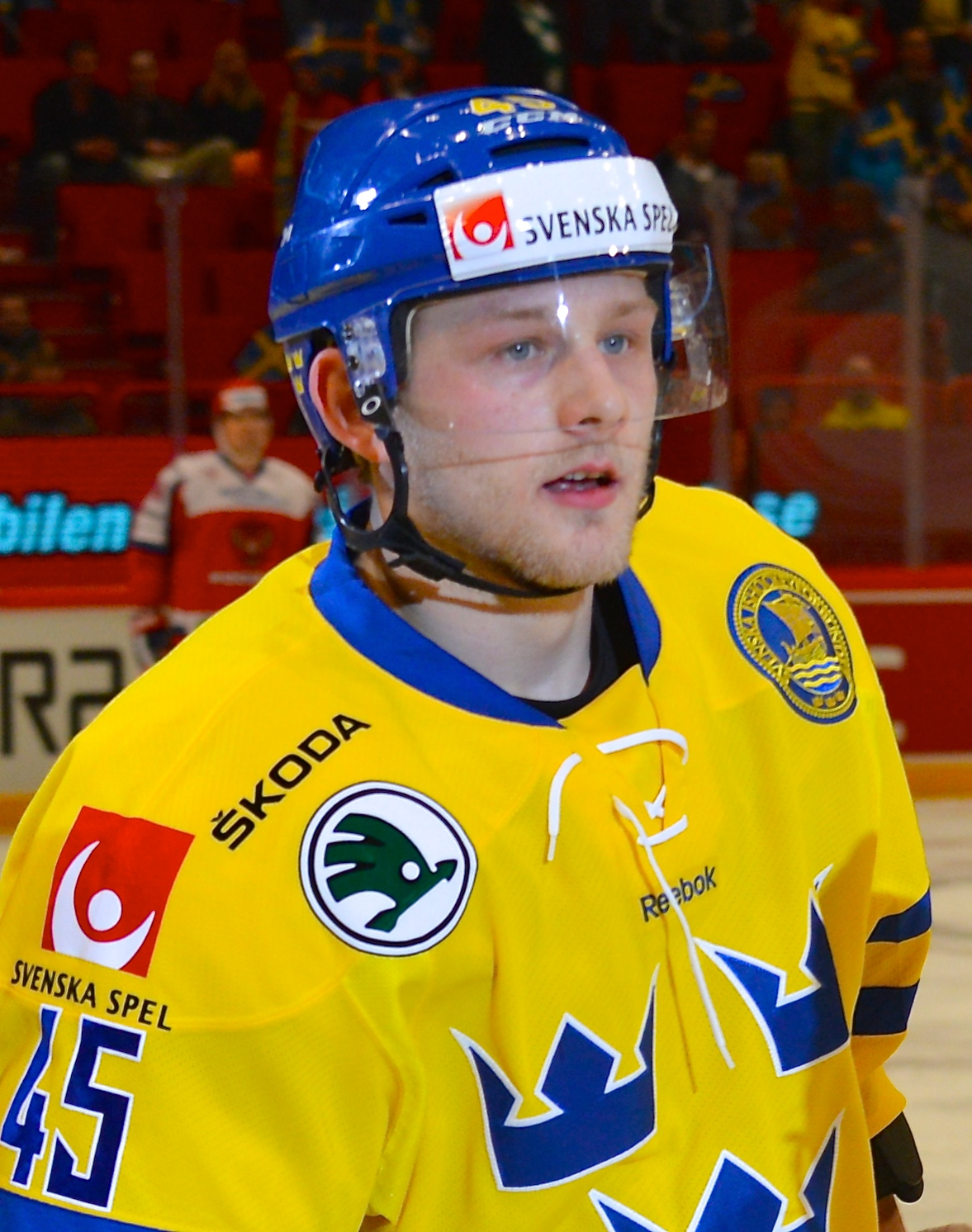
Oscar Möller
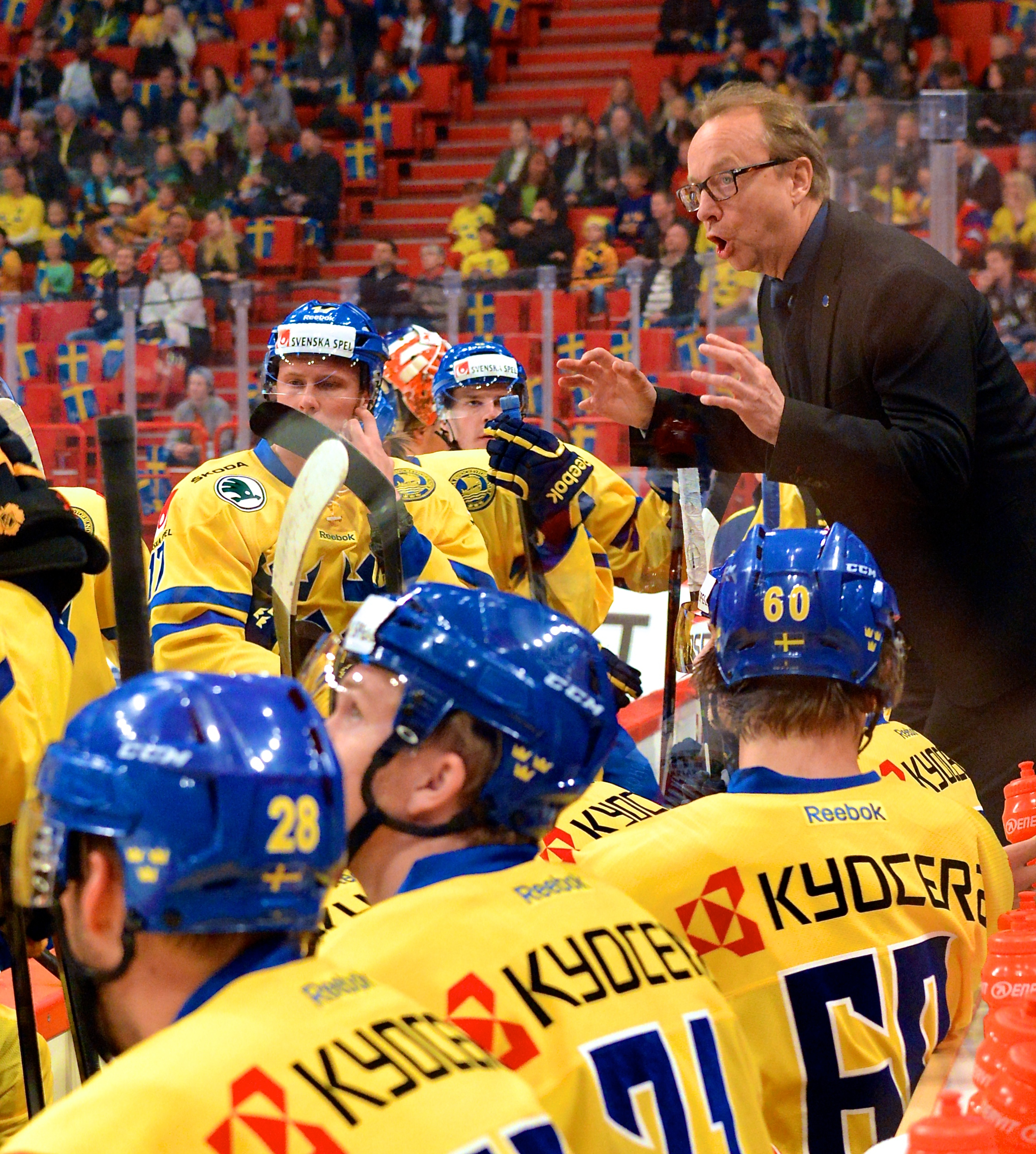
Pär Mårts
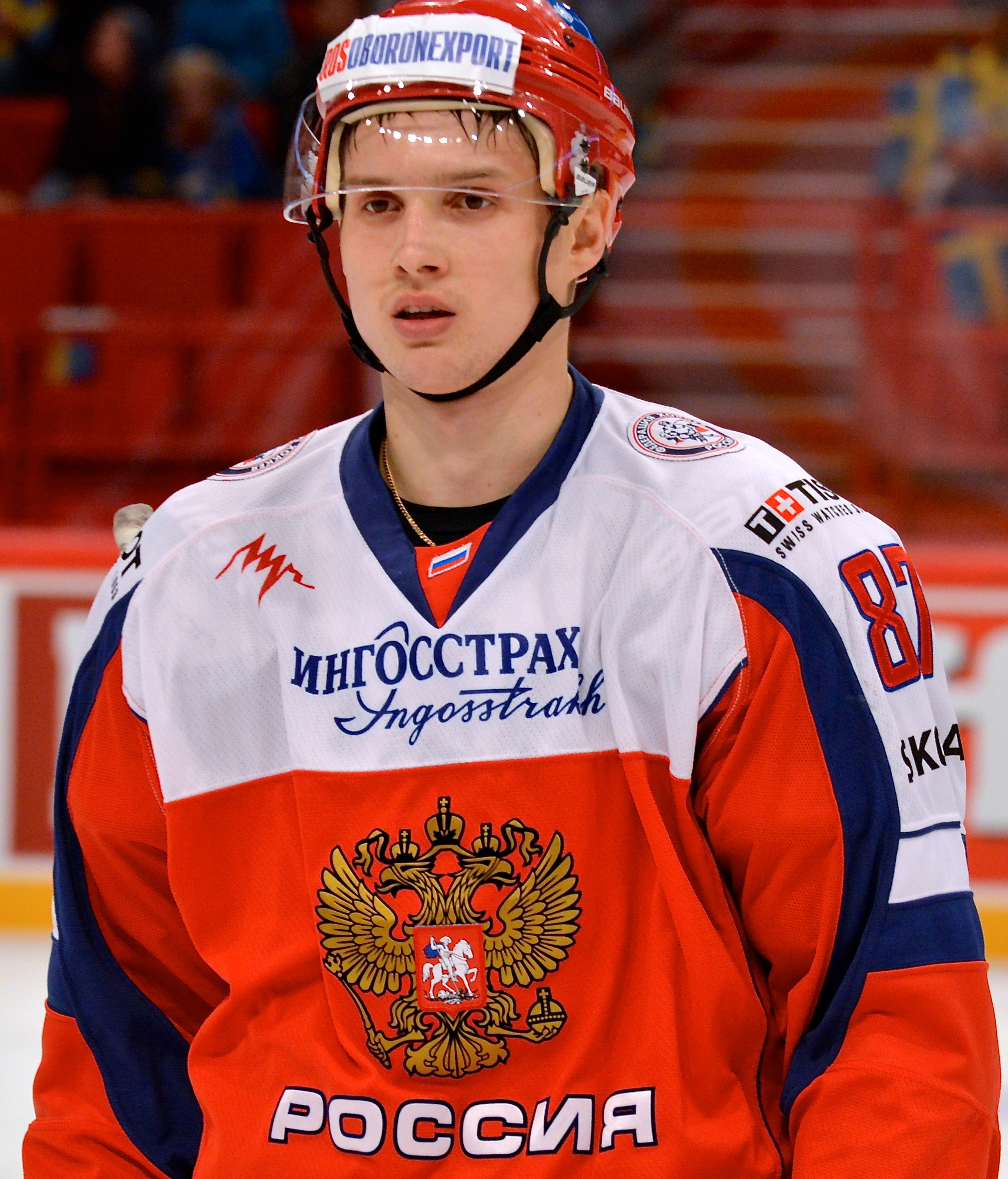
Vadim Shipachev
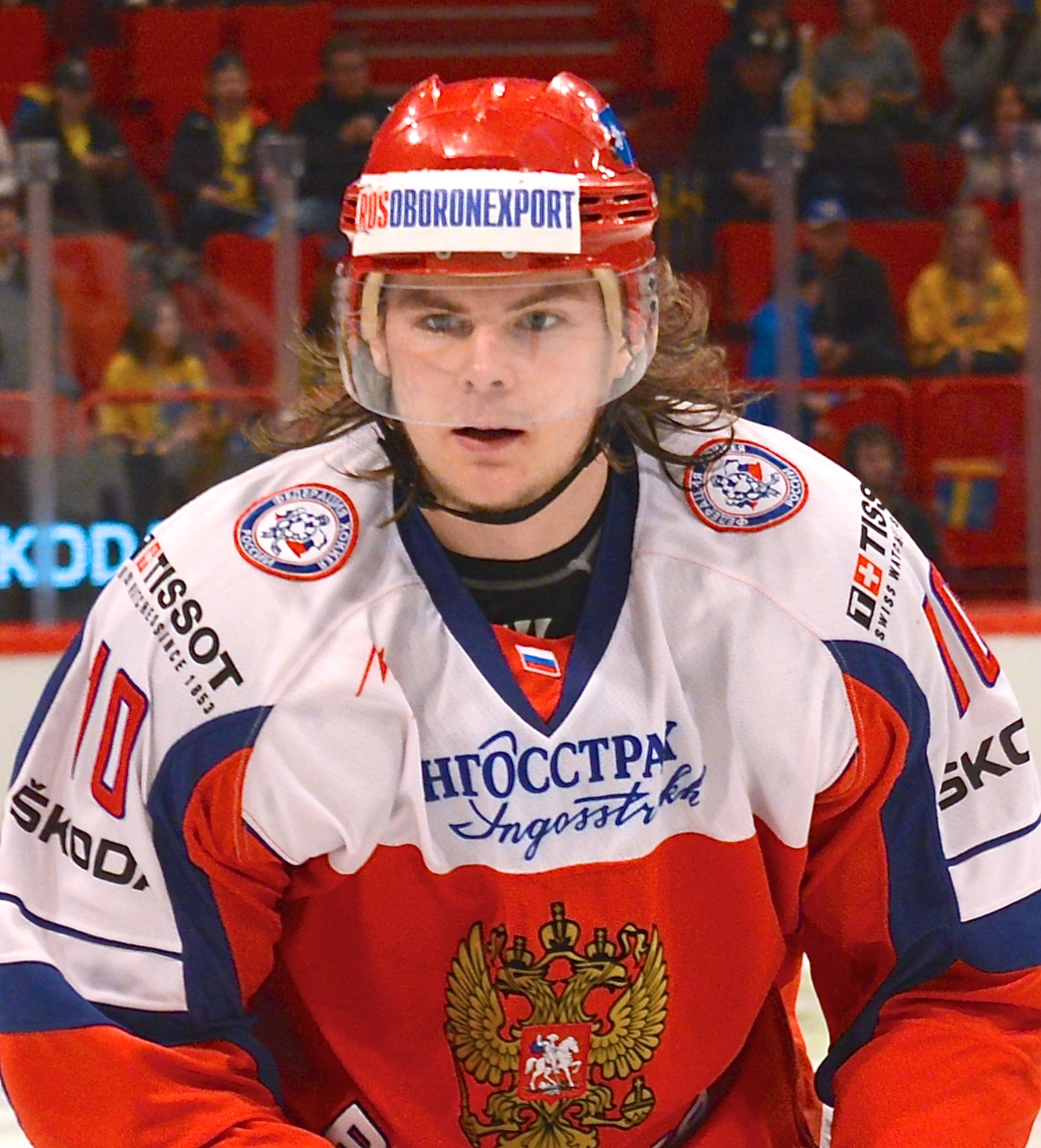
Viktor Tichonov
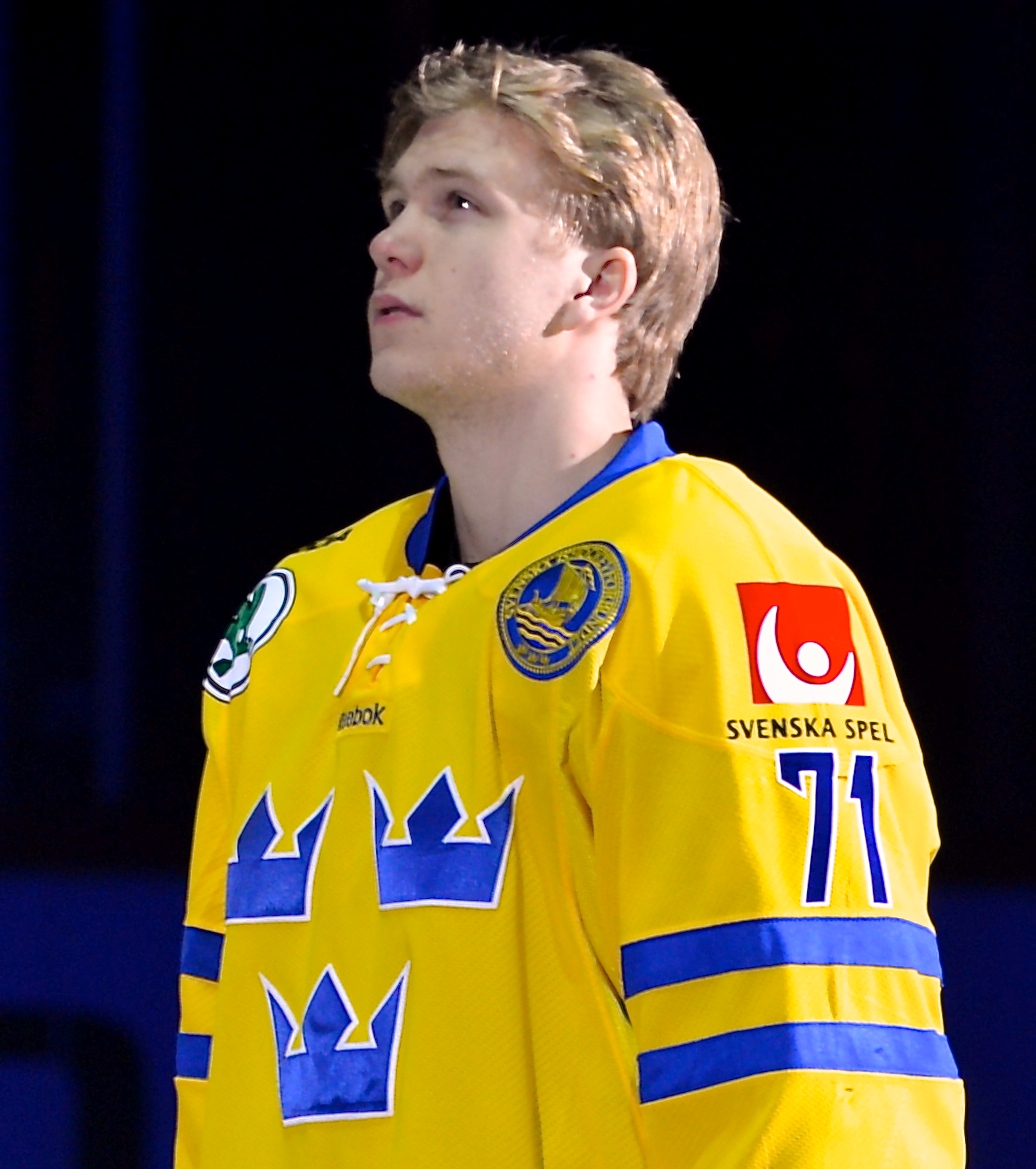
William Karlsson
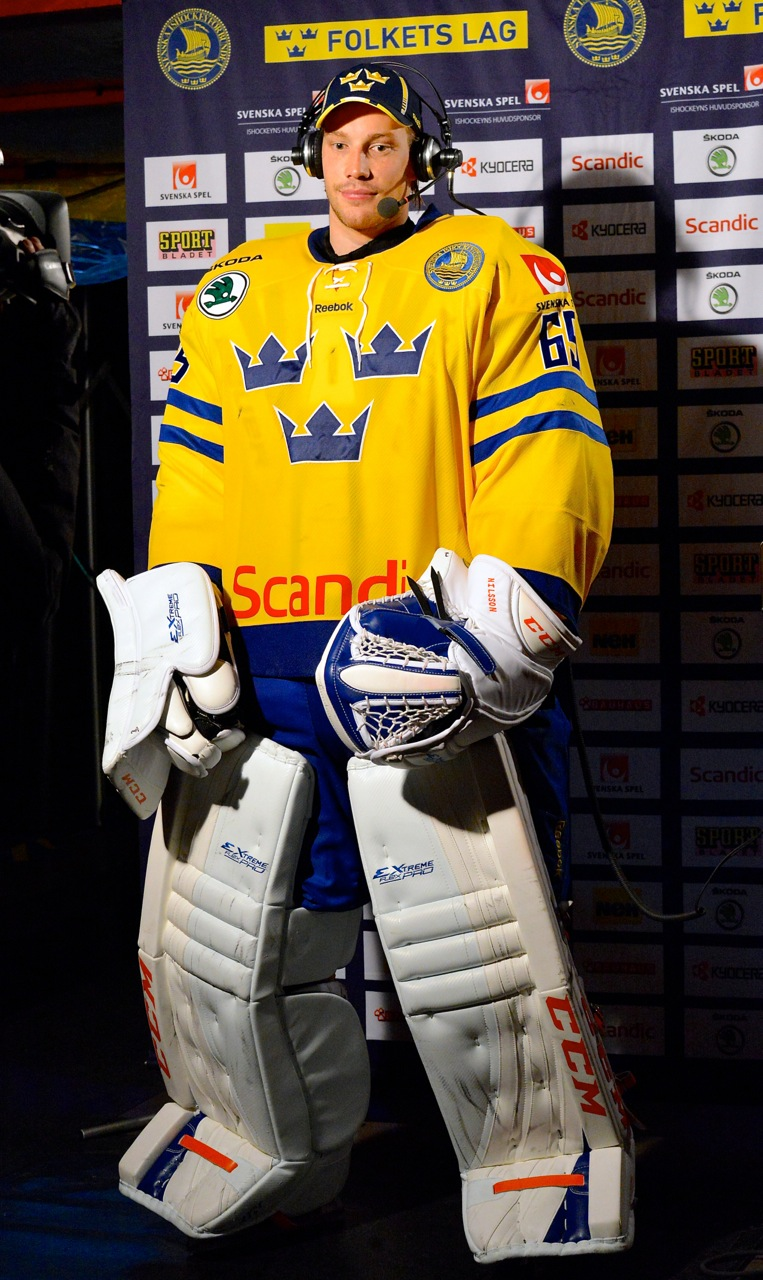
Anders Nilsson